# Leni Riefenstahl

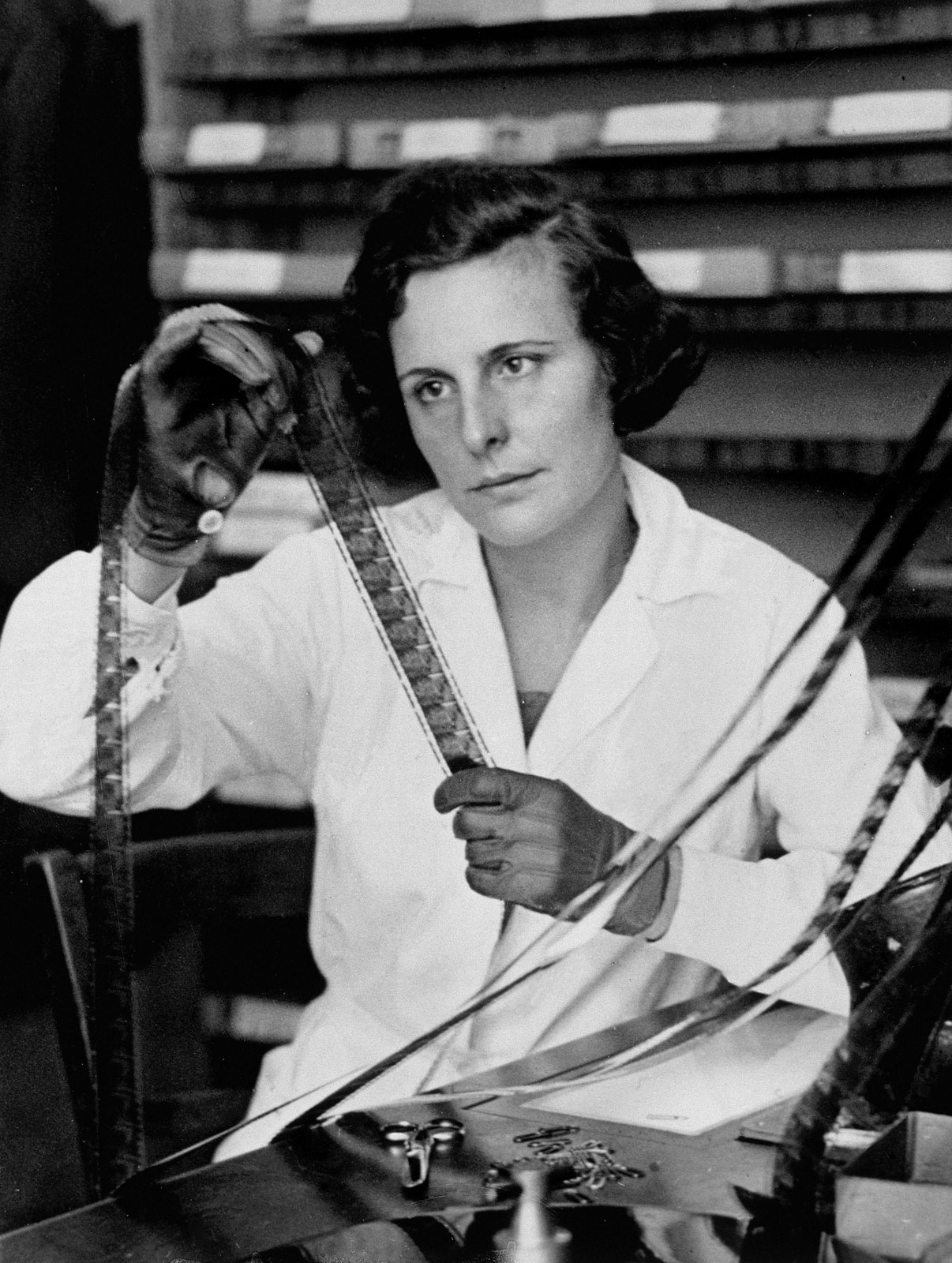
Riefenstahl beim Schnitt (1935)

Helene Bertha Amalie „Leni“ Riefenstahl (* 22. August 1902 in Berlin; † 8. September 2003 in Pöcking) war eine deutsche Filmregisseurin, -produzentin und -schauspielerin sowie Drehbuchautorin, Schnittmeisterin, Fotografin und Tänzerin. Sie gilt als eine der umstrittensten Persönlichkeiten der Filmgeschichte. Einerseits wird sie von vielen Filmschaffenden und -kritikern als „innovative Filmemacherin und kreative Ästhetin“ angesehen, andererseits für ihre Werke im Dienst der Propaganda während der Zeit des Nationalsozialismus kritisiert.
Nachdem Riefenstahl ihre ursprünglich eingeschlagene Tanzkarriere aufgrund einer Knieverletzung hatte beenden müssen, etablierte sie sich während der 1920er Jahre in der Weimarer Republik als Schauspielerin im Bergfilm-Genre.
Durch ihr 1932 veröffentlichtes Regiedebüt Das blaue Licht, bei dem sie als Hauptdarstellerin, Regisseurin, Koproduzentin und Drehbuchautorin fungierte, wurden führende NSDAP-Politiker wie der Parteichef Adolf Hitler und der damalige Gauleiter der Partei von Berlin-Brandenburg Joseph Goebbels auf sie aufmerksam. Nach der im Jahr darauf erfolgten Machtübernahme der NSDAP erhielt Riefenstahl den Auftrag, die „Reichsparteitagstrilogie“ zu drehen. Die Propagandaproduktionen Der Sieg des Glaubens, Triumph des Willens und Tag der Freiheit! – Unsere Wehrmacht entstanden in den Jahren 1933 bis 1935. Für Triumph des Willens erhielt Riefenstahl den Deutschen Nationalen Filmpreis 1934/35, die Auszeichnung für die beste ausländische Dokumentation bei den Internationalen Filmfestspielen von Venedig 1935 im gleichfalls faschistischen Italien sowie den Grand Prix auf der Pariser Weltfachausstellung.
Unter dem Titel Olympia veröffentlichte Riefenstahl 1938 eine zweiteilige Dokumentation über die Olympischen Sommerspiele 1936 in Berlin. Der Film wurde vielfach als ästhetisches Meisterwerk gelobt, aber auch für seine propagandistischen und ideologischen Elemente kritisiert. Riefenstahl bekam für ihre Arbeit unter anderem den Deutschen Nationalen Filmpreis 1937/38, die Coppa Mussolini, eine olympische Goldmedaille vom Internationalen Olympischen Komitee und den Kinema-Jumpō-Preis im damals imperialistischen Japan verliehen.
Während des Zweiten Weltkrieges filmte sie mit dem „Sonderfilmtrupp Riefenstahl“ Hitlers Überfall auf Polen. Sie stand 1944 in der Gottbegnadeten-Liste des Reichsministeriums für Volksaufklärung und Propaganda.
In der Nachkriegszeit wurde sie trotz ihrer Einbindung in die nationalsozialistische Filmpolitik laut einem Spruchkammerverfahren lediglich als „Mitläuferin“ eingestuft. Dennoch war es nach dem Ende des Krieges für Riefenstahl ab 1945 schwierig, weitere Aufträge als Regisseurin und Produzentin zu erhalten, so dass sie ihr Filmschaffen nach Tiefland (gedreht bis 1944), der erst 1954 fertiggestellt und veröffentlicht wurde, für fast ein halbes Jahrhundert einstellte.
Ab den 1960er Jahren betätigte sich Riefenstahl als Fotografin und veröffentlichte mehrere Bildbände. Zu ihren bekanntesten Werken dieser Zeit zählen Fotoreportagen über das Volk der Nuba im Sudan und Unterwasseraufnahmen. In diesen Aufnahmen erkannte ein Teil der Kritiker Parallelen zu ihren Arbeiten aus der Zeit des Nationalsozialismus. 2002 veröffentlichte sie mit dem Dokumentarfilm Impressionen unter Wasser ihr letztes Werk.

## Leben und Werk

### Kindheit, Jugend und Tanzkarriere
Helene „Leni“ Riefenstahl kam am 22. August 1902 in der Prinz-Eugen-Straße 9, dritter Stock, Berlin-Wedding zur Welt. Dreieinhalb Jahre später wurde ihr Bruder Heinz (1906–1944) geboren. Ihr Vater Alfred Riefenstahl (1878–1944) war ein Handwerksmeister, der sich einen eigenen Installateurbetrieb aufgebaut hatte. Ihre Mutter Bertha Ida Riefenstahl (1880–1965, geborene Scherlach), als jüngstes von 18 Kindern im Włocławek (Kongresspolen) aufgewachsen, war Näherin. Ihre ersten Lebensjahre wohnte Leni Riefenstahl mit ihrer Familie im Wedding, dann Neukölln, Schöneberg und Wilmersdorf. 1921 zog die Familie in ein eigenes Haus ins Umland nach Rauchfangswerder am Zeuthener See (heute: Berlin-Schmöckwitz).
Riefenstahl wurde 1908 in die Volksschule in Berlin-Neukölln eingeschult. Anschließend besuchte sie das Kollmorgensche Lyzeum, eine private Höhere Knaben- und Mädchenschule in Berlin-Tiergarten, das sie 1918 mit der Mittleren Reife verließ. In ihrer Freizeit erhielt Riefenstahl Klavierunterricht und begeisterte sich schon in jungen Jahren für Sport. Sie war Mitglied im Charlottenburger Damen-Schwimmclub Nixe, trat einem Turnverein bei, fuhr Rollschuh, spielte Tennis, ruderte und segelte auf dem Zeuthener See. Nach ihrem Schulabschluss erhielt Riefenstahl für kurze Zeit Mal- und Zeichenunterricht an der Staatlichen Kunstgewerbeschule in Berlin. Außerdem nahm sie hinter dem Rücken ihres strengen Vaters, jedoch mit der Unterstützung ihrer kunstbegeisterten Mutter, Tanzstunden an der Grimm-Reiter-Schule am Kurfürstendamm. Dort lernte sie unter anderem rhythmisches Turnen und Tanzen, Improvisation sowie Phantasietanz. Nachdem Riefenstahl bei einer Tanzveranstaltung der Schule im Berliner Blüthnersaal für die erkrankte Anita Berber eingesprungen war, erfuhr ihr Vater von den heimlichen Tanzstunden und schickte sie für ein Jahr in ein Pensionat in Thale im Harz. Dort übte sie weiter heimlich Tanzen, spielte Theater und besuchte mit ihrer Internatskameradin Hela Gruel die Aufführungen der Freilichtbühne Thale. Von 1920 bis 1923 arbeitete Riefenstahl als Sekretärin im Betrieb ihres Vaters, wo sie Maschinenschreiben, Stenografie und Buchhaltung lernte.
Während dieser Zeit durfte sie ihren Tanzunterricht an der Grimm-Reiter-Schule fortsetzen und nahm außerdem von 1921 bis 1923 Unterricht in klassischem Tanz (Ballett) bei Eugenie Eduardowa. Zusätzlich lernte sie Ausdruckstanz an der Jutta-Klamt-Schule in der Fasanenstraße und nahm Boxunterricht bei Sabri Mahir. 1923 besuchte sie für wenige Monate Mary Wigmans Tanzschule in Dresden, wo sie gemeinsam mit Gret Palucca, Vera Skoronel und Yvonne Georgi unterrichtet wurde. Im selben Jahr ging sie mit dem Tennisprofi Otto Froitzheim ihre erste ernsthafte Beziehung ein und lernte während eines Badeurlaubs an der Ostsee den Bankier und späteren Filmproduzenten Harry R. Sokal kennen. Dieser finanzierte ihr Debüt als Solo-Tänzerin am 23. Oktober 1923 in München. Es folgte eine sechsmonatige Tournee mit rund 70 Auftritten im In- und europäischen Ausland. Außerdem wurde Riefenstahl von Max Reinhardt für zwei Solo-Auftritte in den Kammerspielen des Deutschen Theaters in Berlin engagiert. Im Jahr 1924 unternahm Riefenstahl zusammen mit dem Komponisten Jaap Kool eine Studienreise nach New York City. Diesen hatte sie über die Tanzgruppe von Jutta Klamt kennengelernt, für die er Stücke vertont hatte. Die Finanzierung dieser Studienreise übernahm ein Mäzen, möglicherweise Sokal, den Riefenstahl ausfindig gemacht hatte. Ergebnis der Studienreise sollte die Komposition eines urbanen Tanzpoems für Riefenstahl werden, das Kool für sie schrieb. Ihre Verletzung durchkreuzte die Realisation.
Fred Hildenbrandt beschrieb Riefenstahls Tanzstil mit den Worten: „Dieses sehr schöne Mädchen ringt wohl inständig um einen Rang neben den dreien, die man ernst nimmt: der Impekoven, der Wigman, der Gert. Und wenn man dieses vollkommen gewachsene hohe Geschöpf in der Musik stehen sieht, weht eine Ahnung daher, dass es Herrlichkeiten im Tanz geben könnte, die keine von jenen dreien zu tragen und zu hüten bekam, nicht der heroische Gongschlag der Mary, nicht der süße Geigenlauf der Niddy, nicht die grausame Trommel der Valeska: die Herrlichkeit der Tänzerin, die alle tausend Jahre wiederkehrt. Aber dann beginnt dieses Mädchen ihren Leib zu entfalten, die Ahnung verweht, der Glanz ergraut, der Klang verrostet […].“ Der Kunstkritiker und Tanzhistoriker John Schikowski urteilte im April 1924 über Riefenstahls Darbietung bei einer Matinee an der Volksbühne Berlin: „Knie- und Hüftgelenke erscheinen zuweilen etwas eingerostet, die früher so wunderbar suggestive Sprache der Arme ist teilweise verstummt; an ihre Stelle trat ein äußerlich effektvolles, aber oft seelenloses Spiel der Hände.“
Im Sommer 1924 zog sich Riefenstahl bei einem Auftritt in Prag eine Knieverletzung zu, die ihre tänzerische Bühnenkarriere beendete. Ein Jahr später trennte sie sich von Froitzheim, mit dem sie zwischenzeitlich verlobt gewesen war.

### Schauspielkarriere
Ihr Filmdebüt gab Riefenstahl in einer Gymnastikszene in dem Dokumentarfilm Wege zu Kraft und Schönheit aus dem Jahr 1925.
Im Frühjahr 1925 besuchte sie in einem Kino am Nollendorfplatz eine Vorstellung des 1924 erschienenen Stummfilms Der Berg des Schicksals des Regisseurs und Bergfilm-Pioniers Arnold Fanck. Der Film beeindruckte sie so sehr, dass sie beschloss, Schauspielerin zu werden. In einem Hotel in den Dolomiten traf sie auf Luis Trenker, der in Der Berg des Schicksals mitgespielt hatte. Er vermittelte ihr den Kontakt zu Fanck, der sich begeistert von Riefenstahl zeigte und beschloss, sie als Hauptdarstellerin für sein nächstes Filmprojekt zu verpflichten: „Als ich Leni Riefenstahl sah, war mein erster Eindruck: Naturkind. Keine Schauspielerin, keine ‚Darstellerin‘. Diese Frau tanzt sich selbst. Man musste ihr also eine Rolle schreiben, die aus ihrem Wesen geboren ward.“ Und so verfasste Fanck das Drehbuch zu dem Film Der heilige Berg, der von einer Tänzerin handelt, in die sich zwei junge Bergsteiger, gespielt von Trenker und Ernst Petersen, verlieben. Im wirklichen Leben hatte Riefenstahl eine kurze Affäre mit Trenker.

Für die 18 Monate dauernden Dreharbeiten erhielt sie eine Gage von 20.000 Reichsmark. Während der Außenaufnahmen, die in den Schweizer Alpen gemacht wurden, lernte Riefenstahl Skilaufen. Zudem ließ sie sich von Fanck die Funktionen der Filmkamera erklären. Er zeigte ihr den Umgang mit Objektiven, den Einsatz verschiedener Brennweiten und die Wirkung von Farbfiltern. Nach dem Abschluss der Dreharbeiten unterwies der Regisseur sie außerdem im Entwickeln, Kopieren und Schneiden des Filmmaterials. Die Uraufführung von Der heilige Berg folgte am 17. Dezember 1926 im Ufa-Palast am Zoo in Berlin. Knapp ein Jahr später kam er unter dem Titel The Holy Mountain auch in die US-amerikanischen Kinos. Riefenstahl erntete für ihre schauspielerische Darbietung gemischte Kritiken. Die Berliner Morgenpost befand: „Schauspielerisch konnte Leni Riefenstahl nichts geben. Auch sah sie wenig vorteilhaft aus.“ Oskar Kalbus hingegen meinte: „Zwischen diesen herrlichen Männern steht eine für die Kinoleinwand neue Frau: die junge Tänzerin Leni Riefenstahl, ein beinahe unwahrscheinlich zartes, von feinsten Rhythmen beseeltes Geschöpf, keineswegs nur Tänzerin, sondern auch Schauspielerin, die viel natürliche Innerlichkeit mitbringt.“

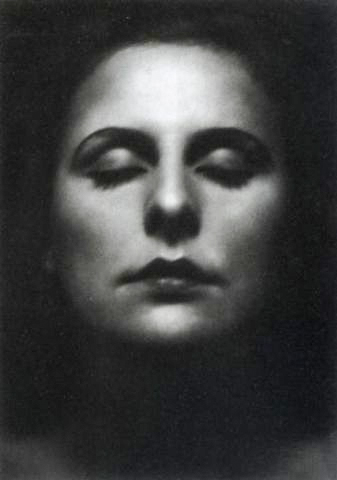
Leni Riefenstahl, 1928 (Fotografie von Alexander Binder)

Riefenstahl sprach für die Rolle des Gretchens in Friedrich Wilhelm Murnaus Filmepos Faust – eine deutsche Volkssage aus dem Jahr 1926 vor. Sie kam in die engere Auswahl, unterlag bei der Rollenvergabe aber der damals noch unbekannten Schauspielerin Camilla Horn. Von Mai bis November 1927 fanden, ebenfalls unter der Regie von Fanck, die körperlich sehr anstrengenden Dreharbeiten zu dem Sportfilm Der große Sprung in den Dolomiten statt. Für die Rolle lernte sie mit Hans Schneeberger, der neben Luis Trenker eine der beiden männlichen Hauptrollen spielte, Bergsteigen und -klettern. Privat gingen Riefenstahl und Schneeberger eine dreijährige Beziehung ein. Die Premiere von Der große Sprung fand am 20. Dezember 1927 im Ufa-Palast am Zoo in Berlin statt. Der Film wurde ein Erfolg, legte Riefenstahl aber auf die Rolle der „Frau zwischen zwei Männern“ im Abenteuer- und Bergmilieu fest, so dass andere Angebote ausblieben. Lediglich in Rolf Raffés wenig beachtetem Historiendrama Das Schicksal derer von Habsburg von 1928 gelang Riefenstahl mit der Verkörperung von Mary Vetsera ein Rollenwechsel.
Danach kehrte Riefenstahl mit dem von Harry R. Sokal produzierten Drama Die weiße Hölle vom Piz Palü ins Bergfilmgenre zurück. Die Außenaufnahmen, die das Filmteam ins Berninamassiv führten, wurden unter der Anweisung von Fanck gedreht, Georg Wilhelm Pabst übernahm die Regie bei den Innendrehs. Riefenstahl hatte Pabst dazu überredet, bei dem Projekt mitzuwirken, denn sie wollte unter seiner Schauspielführung, die schon Greta Garbo in Die freudlose Gasse (1925) zum Erfolg verholfen hatte, zu einer ernstzunehmenden Schauspielerin werden. Nach seiner Uraufführung am 11. Oktober 1929 in Wien wurde das Werk ein großer nationaler und internationaler Erfolg und Riefenstahl erhielt für ihre schauspielerische Leistung die erhoffte positive Resonanz. Die B.Z. am Mittag schrieb: „Leni Riefenstahl, schauspielerisch so gut wie noch nie zuvor, zeigt bei aller fraulichen Anmut jungenhafte Courage und Gewandtheit, sie ist die wohl sympathischste und brauchbarste Hochtouristin im deutschen Film.“ Das Berliner 8 Uhr Abendblatt stellte fest: „Leni Riefenstahl […] hat in ihrer Körperlichkeit ganz große Szenen.“
In Berlin lernte Riefenstahl Ende der 1920er Jahre den Regisseur Josef von Sternberg kennen. Sie besuchte ihn öfter bei seiner Arbeit in den UFA-Filmateliers in Babelsberg und soll sich laut dem Filmkritiker Hans Feld Hoffnungen auf die Rolle der Lola Lola in von Sternbergs Heinrich-Mann-Verfilmung Der blaue Engel gemacht haben, mit der Marlene Dietrich 1930 zum internationalen Filmstar wurde. Von Sternbergs Angebot, ihn nach Hollywood zu begleiten, lehnte Riefenstahl aufgrund ihrer Beziehung zu Schneeberger ab. Dieser trennte sich kurze Zeit später wegen einer anderen Frau von ihr.
Ihr nächster Film, Stürme über dem Mont Blanc aus dem Jahr 1930, wurde stumm gedreht und erst nach Abschluss der Dreharbeiten synchronisiert und musikalisch untermalt. Um den Sprung aus dem Stumm- in den Tonfilm zu schaffen, an dem viele erfolgreiche Stummfilmschauspieler wie Vilma Bánky, Pola Negri oder Lars Hanson scheiterten, nahm Riefenstahl stimmbildenden Unterricht bei Eugen Herbert Kuchenbuch. 1931 erschien ihr zweiter Tonfilm, die Ski-Komödie Der weiße Rausch.

### Regiedebüt mitDas blaue Licht

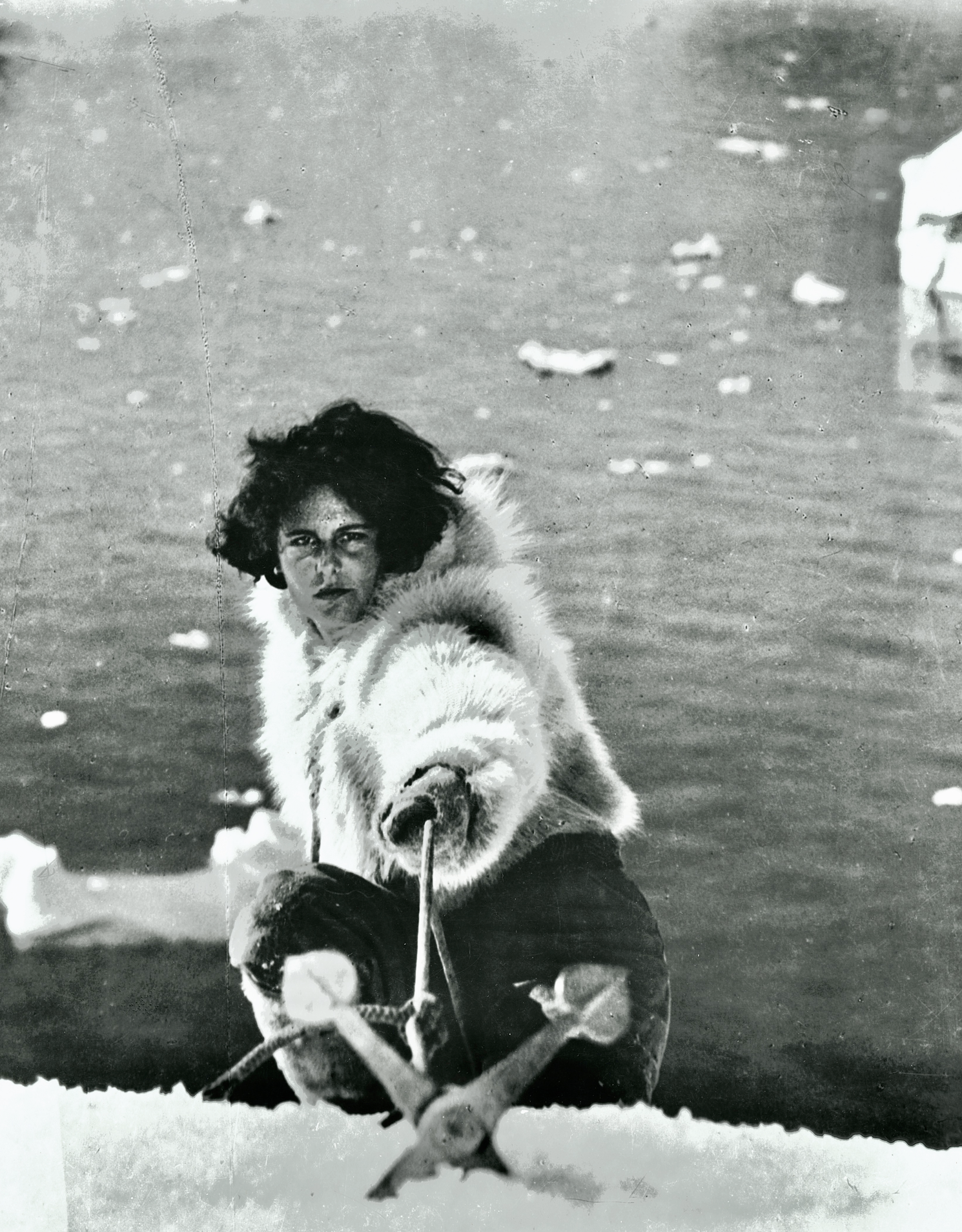
Als Darstellerin in SOS Eisberg (1932)

Neben der Schauspielerei begann Riefenstahl, Drehbücher und Drehberichte zu schreiben. Den ersten veröffentlichte sie in der Fachzeitschrift Film-Kurier über Fancks Sportfilm Das weiße Stadion. 1931 schrieb sie die erste Fassung des Manuskripts für ihren Film Das blaue Licht. Dieser handelt von einem geheimnisvollen, blauen Licht, das in Vollmondnächten von einer Bergspitze herab scheint und die jungen Männer eines Bergdorfs magisch anzieht, die dann beim Aufstieg tödlich verunglücken. Das Drehbuch entwickelte sie zusammen mit dem jüdischen Filmtheoretiker und Drehbuchautor Béla Balázs sowie mit Unterstützung von Carl Mayer. Sie gründete ihre erste eigene Filmgesellschaft, die L.R. Studiofilm, und überzeugte ihren Mäzen Harry R. Sokal, in das Projekt zu investieren. Riefenstahl übernahm bei Das blaue Licht die weibliche Hauptrolle. Die Regie führte Béla Balázs und Riefenstahl assistierte. Produzent war Harry R. Sokal. Die Dreharbeiten, bei denen Sarner Bauern als Laienschauspieler mitwirkten, fanden von Juli bis September 1931 statt. Der Film kam am 24. März 1932 in die Kinos und wurde trotz gemischter Kritiken ein Erfolg: Das New Yorker National Board of Review wählte Das blaue Licht 1934 unter die Top Foreign Films und bei der Biennale in Venedig wurde der Film 1932 mit der Silbermedaille ausgezeichnet.
Am 27. Februar 1932 besuchte Riefenstahl eine Veranstaltung der Nationalsozialisten im Berliner Sportpalast, auf der Adolf Hitler eine Rede hielt. Bald darauf bat sie ihn in einem Brief um ein persönliches Treffen, zu dem es im Mai 1932 in Horumersiel bei Wilhelmshaven kam. Laut Riefenstahls Memoiren habe ihr Hitler bei dieser Gelegenheit offenbart, dass sie ihn mit Das blaue Licht sehr beeindruckt habe, und er habe zu ihr gesagt: „Wenn wir einmal an die Macht kommen, dann müssen Sie meine Filme machen.“ In der Folgezeit war Riefenstahl häufig zu Gast bei Feierlichkeiten und offiziellen Empfängen hoher Nazifunktionäre, lernte Joseph und Magda Goebbels, Hermann Göring, Albert Speer und Julius Streicher kennen.
Nach der Machtergreifung forderte der im Exil befindliche Balázs von Riefenstahl das zunächst zurückgestellte Honorar für seine Arbeit am Drehbuch für Das blaue Licht. Darauf schrieb Riefenstahl am 11. Dezember 1933 ihrem Freund Julius Streicher auf einem Papier des Nazitreffs Hotel Kaiserhof in Berlin eine Vollmacht: „Ich erteile Herrn Gauleiter Julius Streicher aus Nürnberg – Herausgeber des Stürmer Vollmacht in Sachen der Forderung des Juden Belá Balacs [sic] an mich. Leni Riefenstahl.“ So entledigte sich Riefenstahl mit Hilfe der Nazis ihres jüdischen Koautors. Balázs’ Name verschwand in späteren Versionen aus dem Vorspann des Films vollständig und Regie, Buch und Bildbearbeitung wurden jetzt fälschlicherweise nur Riefenstahl zugesprochen.
In der deutsch-amerikanischen Koproduktion SOS Eisberg spielte Riefenstahl zum letzten Mal unter der Regie von Arnold Fanck. Die Dreharbeiten führten sie im Juni 1932 zunächst nach Grönland und Anfang 1933 in die Schweizer Alpen. Aus einer Artikelserie über die Erlebnisse in Grönland, die sie für die Zeitschrift Tempo schrieb, und aus Vorträgen, die sie zum Film hielt, entstand das Buch Kampf in Schnee und Eis, das 1933 erschien. Die Filmpremiere fand am 30. August 1933 im Ufa-Palast am Zoo in Berlin statt. Zu diesem Zeitpunkt hatte Riefenstahl bereits mit den Dreharbeiten zu Der Sieg des Glaubens in Nürnberg begonnen. Damit sie der ersten Vorführung von SOS Eisberg in Berlin beiwohnen konnte, stellte Hitler ihr sein Privatflugzeug zur Verfügung, das sie noch am selben Abend zurück nach Nürnberg brachte. Die US-amerikanische Fassung SOS Iceberg wurde am 22. September 1933 in New York uraufgeführt.

### Reichsparteitagstrilogie

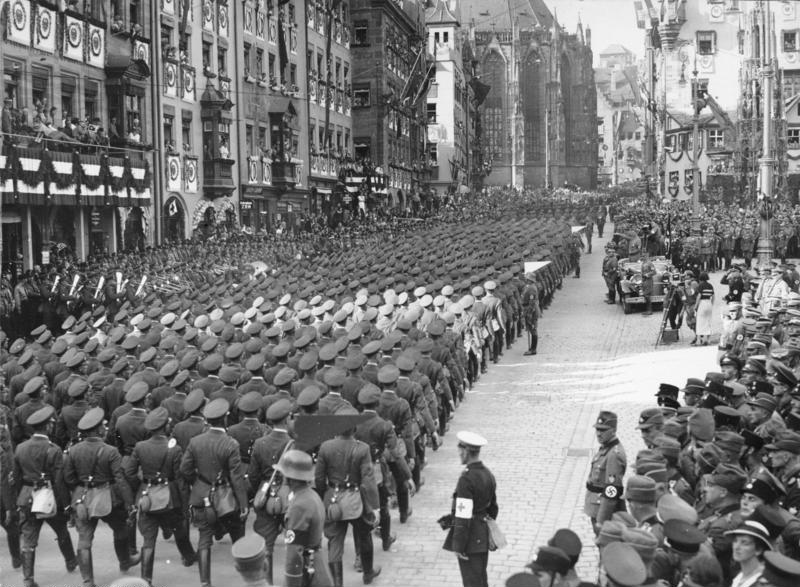
Riefenstahl mit Team (hinten rechts im Bild) filmt auf dem Reichsparteitag der NSDAP am 1. September 1934 in Nürnberg

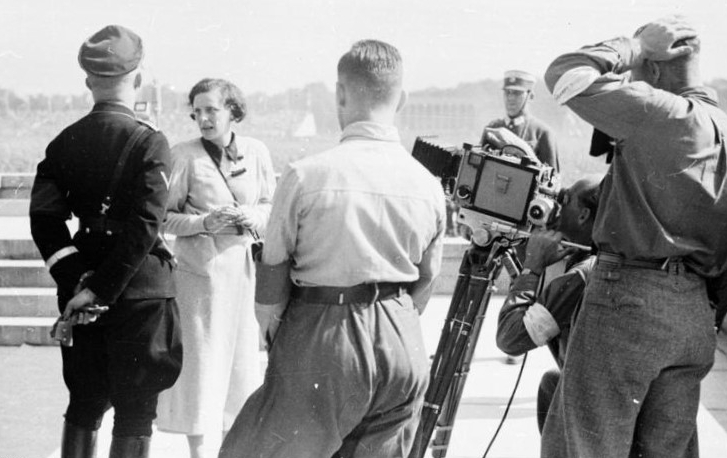
Riefenstahl mit Heinrich Himmler (links) während der Dreharbeiten zu Triumph des Willens am 9. September 1934 in der Luitpoldarena in Nürnberg

Mit Der Sieg des Glaubens entstand der erste von insgesamt drei NS-Propagandafilmen, die Riefenstahl in den Jahren 1933 bis 1935 über die Reichsparteitage der Nationalsozialistischen Deutschen Arbeiterpartei in Nürnberg drehte und die auch als „Reichsparteitagstrilogie“ bezeichnet werden. Den Auftrag für Der Sieg des Glaubens erteilte ihr das Reichspropagandaministerium unter der Leitung Joseph Goebbels’. Dieser hatte am 17. Mai 1933 in seinem Tagebuch notiert: „Nachmittags. Leni Riefenstahl. Ich mache ihr den Vorschlag eines Hitlerfilms. Sie ist begeistert davon.“
Da Riefenstahl weder NSDAP-Mitglied war noch Erfahrung im Dokumentarfilmgenre hatte und obendrein eine Frau war, stieß die Entscheidung, sie für das Projekt zu verpflichten, zunächst auf Unmut innerhalb der Partei. Parteigenossen wie Arnold Raether und Eberhard Fangauf, die in der Hauptabteilung IV (Film) des Reichspropagandaministeriums tätig waren, versuchten Riefenstahl zu sabotieren, indem sie ihr Filmmaterial und Kameraleute verweigerten und den Nachweis ihrer arischen Abstammung verlangten. Auch Hitlers Stellvertreter Rudolf Heß versuchte, sie aus dem Projekt zu drängen, indem er sie der „Führerbeleidigung“ bezichtigte. Riefenstahl gelang es jedoch, sich gegen ihre Gegner in der Partei zu behaupten, wobei ihr die Protektion Hitlers half. Dieser wollte keine nüchterne Schilderung des fünften Reichsparteitages, sondern eine auf ihn ausgerichtete propagandistische Inszenierung, die den Zuschauer beeindrucken und begeistern sollte. Hierbei vertraute er auf das künstlerische Talent und die Vision Riefenstahls.
Sie übernahm die Regie, schrieb das Drehbuch und wählte Sepp Allgeier, Franz Weihmayr und Walter Frentz als Kameramänner aus. Die Dreharbeiten zu Der Sieg des Glaubens fanden in der Zeit vom 27. August bis 5. September 1933 statt, der Parteitag selbst wurde vom 30. August bis 3. September 1933 abgehalten. Anschließend schnitt sie den 60-minütigen Film aus rund 16.000 Metern Filmmaterial zusammen. Der Sieg des Glaubens hatte am 1. Dezember 1933 Premiere und wurde begeistert aufgenommen. Riefenstahl selbst war hingegen mit der Endfassung des Films aufgrund einiger ästhetischer Unvollkommenheiten nicht zufrieden. Man habe ihr keine ausreichende Zeit zur Vorbereitung gelassen und sie während des Drehs bei ihrer Arbeit behindert, so dass ihr am Ende nur wenig verwertbares Filmmaterial zur Verfügung gestanden habe. Sie beschwerte sich bei Hitler und verärgerte damit Goebbels.
Nach dem Röhm-Putsch im Sommer 1934 wurde der Film wieder aus dem Verkehr gezogen, da er den SA-Stabschef Ernst Röhm noch als „zweitwichtigsten Mann“ an Hitlers Seite zeigte.
Hitler persönlich beauftragte Riefenstahl, auch den sechsten Reichsparteitag der NSDAP, der vom 5. bis 10. September 1934 in Nürnberg stattfand und zu dem eine halbe Million Menschen erwartet wurden, filmisch zu inszenieren. Er ließ ihr alle künstlerischen Freiheiten und die NSDAP stellte der „Reichsfilmregisseurin“ nahezu unbegrenzte Mittel und ein Team von 170 Mitarbeitern, darunter 36 Kameramänner und neun Flugkameramänner, zur Verfügung. Sie benötigte sieben Monate für die Fertigstellung des rund 110 Minuten dauernden Films, der bei seiner Uraufführung am 28. März 1935 im Ufa-Palast in Berlin ein großer Erfolg wurde. Im darauffolgenden Monat lief er in 70 deutschen Städten im Kino an, wo er für Rekordeinspielergebnisse sorgte.
Riefenstahl hatte mit innovativen Montagetechniken, ungewöhnlicher Kameraführung und suggestiver musikalischer Untermalung einen Film geschaffen, der eines der wichtigsten Propagandamittel der Nationalsozialisten wurde. Mehr als 20 Mio. Deutsche sahen den Film, der auch in Schulen vorgeführt wurde. Zusätzlich veröffentlichte Riefenstahl das Buch Hinter den Kulissen des Reichsparteitagsfilms. Für Triumph des Willens erhielt Riefenstahl den Nationalen Filmpreis 1934/35, den Preis für den besten ausländischen Dokumentarfilm bei den Internationalen Filmfestspielen von Venedig 1935 und den Grand Prix bei der Pariser Weltfachausstellung 1937.
Durch die aufwändigen Dreharbeiten zu Triumph des Willens wurden zahlreiche andere Produktionen der übrigen NS-Filme vernachlässigt. Dies führte zu weiteren Anfeindungen zwischen Goebbels und der Filmemacherin.
Anlässlich der Wiedereinführung der allgemeinen Wehrpflicht und weil im September 1934 wegen schlechter Witterungsverhältnisse keine brauchbaren Aufnahmen von der Wehrmacht für die Dokumentation Triumph des Willens gemacht werden konnten, drehte Riefenstahl beim siebten Reichsparteitag der NSDAP im September 1935 den 28-minütigen Kurzfilm Tag der Freiheit! – Unsere Wehrmacht. Die Premiere des dritten und letzten Teils der Reichsparteitagstrilogie fand am 30. Dezember 1935 in Berlin statt. Der Film demonstriert für die meisten Kritiker der Nachkriegszeit eine Armee, die sich für einen Angriffskrieg rüstet. Im Interview mit Ray Müller für den Dokumentarfilm Die Macht der Bilder von 1993 meinte Riefenstahl jedoch, sie habe nur eine Übung, eine Show gefilmt, „Weiter nichts.“
Am 26. Februar 1936 wurde Riefenstahl vom italienischen Diktator Benito Mussolini in Rom empfangen. Der „Duce“ hatte die Reichsparteitagstrilogie gesehen und wollte Hitlers Regisseurin für die Verfilmung der Trockenlegung der Pontinischen Sümpfe gewinnen. Riefenstahl lehnte dieses Angebot jedoch unter Hinweis auf ihr kommendes Projekt – die Verfilmung der Olympischen Sommerspiele in Berlin 1936 – ab.

### Olympia-Filme

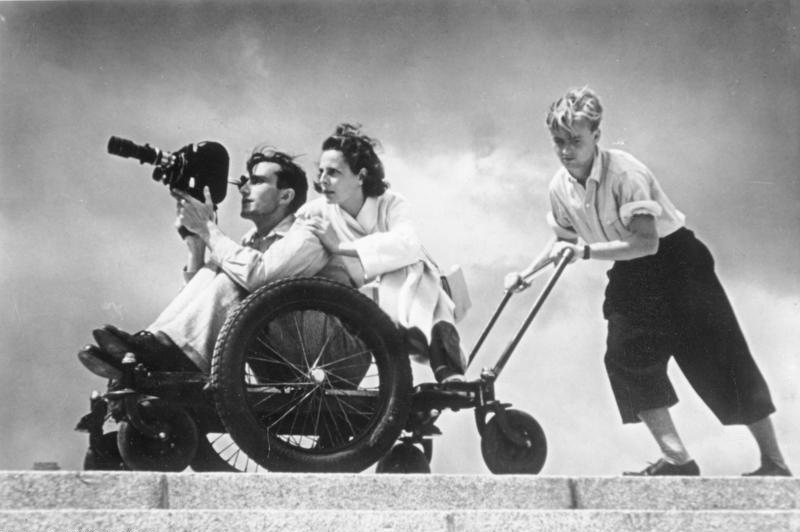
Riefenstahl hinter Walter Frentz an der Handkamera während der Dreharbeiten zu Olympia im August 1936

Riefenstahl wurde nach eigenen Angaben von Carl Diem, dem Generalsekretär des Organisationskomitees, mit der Verfilmung der XI. Olympischen Spiele beauftragt. Das Projekt wurde vom Reichsministerium für Volksaufklärung und Propaganda finanziert. Um die staatliche Beteiligung zu verschleiern, wurde die Olympia-Film GmbH „auf Veranlassung des Reichs und mit Mitteln des Reichs gegründet.“ Als Gesellschafter traten Riefenstahl und ihr Bruder Heinz Riefenstahl auf. Für die Produktion stellte das Ministerium ein Budget in Höhe von 1,8 Mio. Reichsmark zur Verfügung, Riefenstahl erhielt ein Honorar von 400.000 RM.
Im Herbst 1935 begann Riefenstahl mit den Vorbereitungen der Dreharbeiten. Sie stellte ein großes Kamerateam zusammen, darunter Walter Frentz, Willy Zielke, Gustav Lantschner und Hans Ertl, das im Mai 1936 die ersten Probeaufnahmen anfertigte. Die eigentlichen Dreharbeiten begannen zwei Monate vor Beginn der Olympischen Spiele mit der Aufzeichnung des Prologs und dem Fackellauf, gefolgt von der Eröffnungsfeier am 1. August 1936. Pro Wettkampftag entstanden rund 15.000–16.000 Meter Filmmaterial, insgesamt summierte sich das Material nach dem Abschluss der Dreharbeiten auf 400.000 Filmmeter. Zehn Monate lang sichtete, archivierte und montierte Riefenstahl das Filmmaterial zu den beiden Olympia-Filmen Fest der Völker und Fest der Schönheit zusammen.
Da sie verschwenderisch mit ihrem Budget umging und immer höhere Forderungen an das Propagandaministerium stellte, kam es zu erneuten Differenzen mit Goebbels, der am 6. November 1936 in seinem Tagebuch notierte: „Frl. Riefenstahl macht mir ihre Hysterien vor. Mit diesen wilden Frauen ist nicht zu arbeiten. Nun will sie für ihren Film eine ½ Million mehr und zwei daraus machen. […] Sie weint. Das ist die letzte Waffe der Frauen. Aber bei mir wirkt das nicht mehr.“ Hitler persönlich ordnete ein Versöhnungstreffen in Gegenwart von Pressefotografen im Sommer 1937 in der Villa Riefenstahl in Berlin an, welche die Regisseurin kurz zuvor bezogen hatte. Zeit ihres Lebens behauptete Riefenstahl, eine tiefe, auf Gegenseitigkeit beruhende Abneigung gegen Goebbels gehegt zu haben. Er habe ihr sexuelle Avancen gemacht und ihr nicht verzeihen können, dass sie diese abgelehnt habe.
Am 20. April 1938 – Hitlers 49. Geburtstag – wurden beide Teile des Olympia-Films im Ufa-Palast am Zoo in Berlin uraufgeführt und vom Publikum begeistert aufgenommen. Die deutsche Presse, der die freie Kunstkritik aufgrund Goebbels’ „Kunstbetrachter-Erlasses“ seit Ende 1936 untersagt war, berichtete ausnahmslos positiv. Für den internationalen Verleih fertigte Riefenstahl eine englische, eine französische und eine italienische Version von Olympia an und reiste anschließend durch Europa, um den Film zu vermarkten. Auch hier wurde Olympia zum Erfolg, einzig Großbritannien verweigerte die Aufführung. Neben dem Deutschen Nationalen Filmpreis 1937/38 erhielt Riefenstahl für die Olympia-Filme 1938 den Coppa Mussolini, den schwedischen Polar-Preis, den Ehrenpreis der Regierung von Griechenland sowie 1941 den japanischen Kinema Junpo Award und 1948 das Olympische Diplom zur Olympischen Goldmedaille vom Internationalen Olympischen Komitee beim Filmfestival in Lausanne.
Da sie mit Olympia den überragenden Erfolg US-amerikanischer Athleten wie Jesse Owens und Forrest Towns dokumentiert hatte, hoffte Riefenstahl, in den Vereinigten Staaten im Filmgeschäft Fuß fassen zu können. Das US-amerikanische TIME Magazine hatte der Regisseurin bereits im Februar 1936 eine Titelseite mit der Bildunterschrift „Hitler’s Leni Riefenstahl“ gewidmet. Als sie jedoch im November 1938 mit den Olympia-Filmen im Gepäck an Bord der Europa nach New York reiste, wurde sie dort mit der Nachricht von der Reichspogromnacht, die sich vom 9. auf den 10. November 1938 ereignet hatte, konfrontiert. Die Anti-Nazi-League und das Motion Picture Artists Committee riefen zum Boykott der Olympia-Filme auf und in Hollywood hingen Anti-Riefenstahl-Plakate. Zu den wenigen, die Riefenstahl empfingen, gehörten der Regisseur King Vidor, der Filmproduzent Walt Disney und die Filmgesellschaft Metro-Goldwyn-Mayer. Die Treffen verliefen jedoch ergebnislos, und so kehrte sie im Januar 1939 nach Deutschland zurück.

### Sonderfilmtrupp Riefenstahl

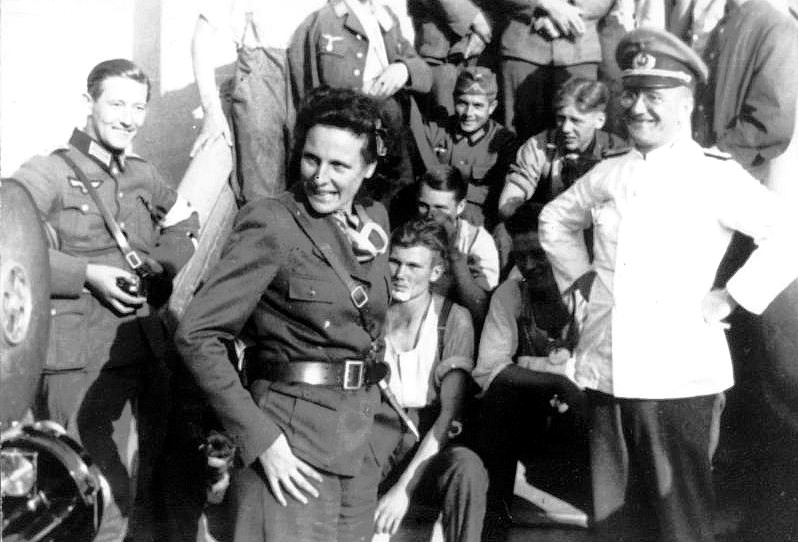
Riefenstahl beim Besuch deutscher Truppen des XIV. Armeekorps im besetzten Polen (1939)

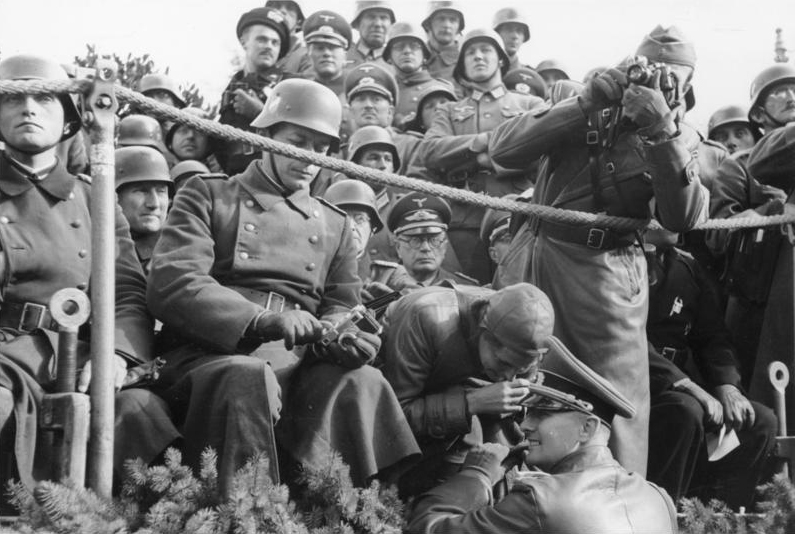
Riefenstahl (mit Lederkappe) während der Siegesparade der deutschen Truppen am 5. Oktober 1939 in Warschau

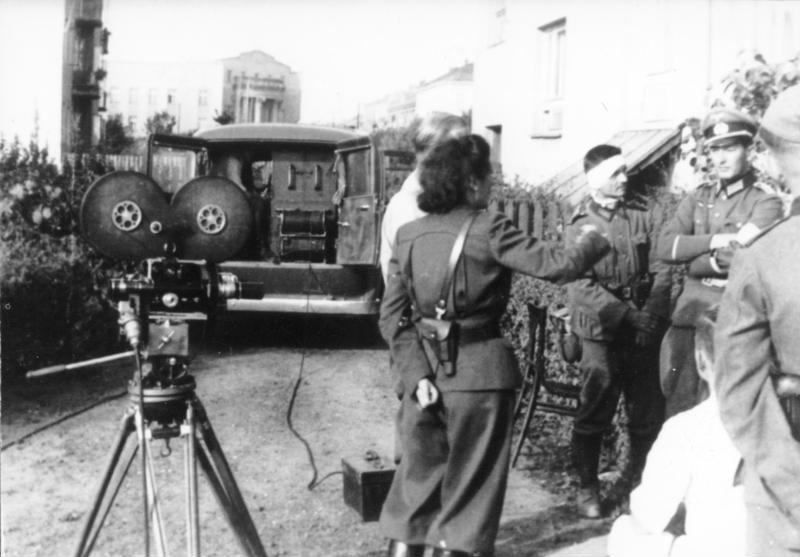
Polen: Truppenbesuch von Riefenstahl mit Pistole, Kamera und Tonfilmwagen beim XIV. Armeekorps

Im März 1939 sprach Riefenstahl mit Albert Speer über den Bau eines 225.000 Quadratmeter großen und eigens für ihre Bedürfnisse zugeschnittenen Filmstudiogeländes, dessen Kosten vollständig von der NSDAP übernommen werden sollten. Aufgrund des Zweiten Weltkriegs wurde dieses Bauvorhaben jedoch nie vollendet. Seit Jahresanfang 1939 bereitete Riefenstahl außerdem die Verfilmung von Kleists Drama Penthesilea vor, bei der sie selbst die Rolle der Amazonenkönigin übernehmen wollte. Sie gründete die Leni Riefenstahl-Film GmbH und zog sich zum Schreiben des Drehbuchs auf Sylt zurück. Im Spätsommer 1939 sollten die Dreharbeiten in Libyen beginnen, dieser Plan wurde jedoch durch den Kriegsausbruch am 1. September 1939 vereitelt.
Auf Anordnung Hitlers wurde der „Sonderfilmtrupp Riefenstahl“ gebildet, dem neben der Regisseurin der Tonmeister Hermann Storr, Walter Traut, die Brüder Gustav und Otto Lantschner, Sepp Allgeier und vier weitere Techniker angehörten. Ausgestattet wurden sie mit zwei sechssitzigen Mercedes-Limousinen, einem BMW-Motorrad mit Beiwagen sowie Tankkarten für 700 Liter Benzin, einem Tonfilmwagen sowie selbst entworfenen Phantasieuniformen mit Gasmasken und Taschenpistolen. Der Filmtrupp machte sich am 10. September 1939 auf den Weg an die Ostfront, um den Überfall auf Polen zu dokumentieren. Nach Riefenstahls Angaben habe sie sich nützlich machen wollen.
Mehrere Schwarz-Weiß-Fotos dokumentieren, dass Riefenstahl und ihr Sonderfilmtrupp am 12. September 1939 Zeugen eines Massakers der deutschen Wehrmacht an mehr als 20 wehrlosen Juden in der polnischen Kleinstadt Końskie wurden. Eines dieser Fotos, das ein deutscher Landser von ihr gemacht hatte, ist mit dem Satz „Leni Riefenstahl fällt beim Anblick der toten Juden in Ohnmacht.“ beschriftet. Riefenstahl behauptete später jedoch, nur „in der Ferne“ Schüsse gehört zu haben. „Weder ich noch meine Mitarbeiter haben etwas gesehen!“
Noch vor der Kapitulation der letzten polnischen Streitkräfte wohnte Riefenstahl am 5. Oktober 1939 der Siegesparade der deutschen Truppen in Warschau als Zuschauerin bei, während Sepp Allgeier und die Brüder Lantschner die Parade unter der Regie von Fritz Hippler filmten. Das Angebot Goebbels’, einen Dokumentarfilm über die „Siegfriedlinie“ zu drehen, lehnte sie ab.
Nach dem Einmarsch deutscher Verbände in Paris am 14. Juni 1940 telegrafierte sie am selben Tag ins Führerhauptquartier: „Mit unbeschreiblicher Freude, tief bewegt und erfüllt mit heißem Dank, erleben wir mit Ihnen mein Führer, Ihren und Deutschlands größten Sieg, den Einzug Deutscher Truppen in Paris. Mehr als jede Vorstellungskraft menschlicher Phantasie vollbringen Sie Taten, die ohnegleichen in der Geschichte der Menschheit sind. Wie sollen wir Ihnen nur danken? Glückwünsche auszusprechen, das ist viel zu wenig, um Ihnen die Gefühle auszusprechen, die mich bewegen.“ Später erklärte sie, dass sie zu diesem Zeitpunkt geglaubt habe, dass der Krieg mit der Eroberung der französischen Hauptstadt ein baldiges Ende finden würde und sie habe mit dem Telegramm lediglich ihre Freude und Erleichterung darüber zum Ausdruck bringen wollen.

### Tiefland

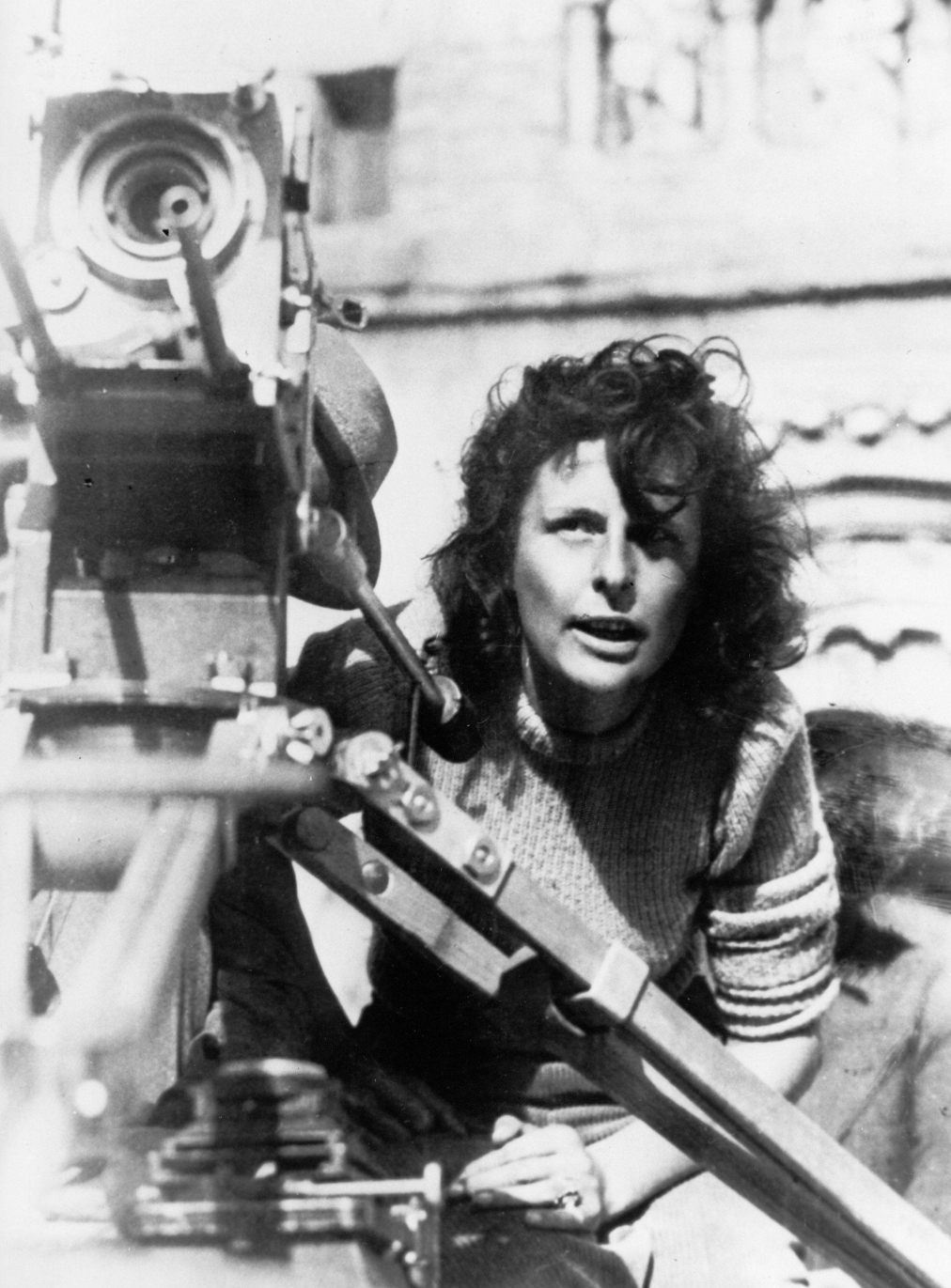
Bei den Dreharbeiten zu Tiefland

Bereits in den 1930er Jahren hatte es Bestrebungen Riefenstahls gegeben, Eugen d’Alberts Oper Tiefland zu verfilmen, aber erst unter einem Vertrag mit der Tobis konnte sie das Projekt realisieren. Sie übernahm die weibliche Hauptrolle und fungierte als Regisseurin, Koproduzentin sowie Drehbuchautorin. Die Dreharbeiten begannen während des Zweiten Weltkriegs am 1. August 1940. Da die Außenaufnahmen aufgrund des Einmarsches italienischer Truppen in Südfrankreich nicht in den Pyrenäen – wo die Handlung des Films spielt – gedreht werden konnten, wurde der Drehort unter anderem nach Krün und Mittenwald verlegt. Die Innenaufnahmen wurden ab 1942 in den Tobis-Filmateliers von Berlin-Johannisthal, der UFA-Stadt in Babelsberg und 1944 – um den Bombardements auf das Reichsgebiet zu entgehen – in den Barrandov-Ateliers in Prag gedreht. Um ihrem Film dennoch Authentizität zu verleihen, besetzte Riefenstahl die Komparsenrollen mit südländisch aussehenden Sinti und Roma, die aus den Zwangslagern Salzburg-Maxglan und Berlin-Marzahn Rastplatz rekrutiert wurden. Nach Abschluss der Dreharbeiten wurden sie ins „Zigeunerlager Auschwitz“ deportiert, wo die meisten von ihnen ermordet wurden.
Am 21. März 1944 heiratete Riefenstahl in Kitzbühel den Gebirgsjäger-Offizier Peter Jacob, den sie 1940 während der Dreharbeiten in Mittenwald kennengelernt hatte. Kurz nach ihrer Hochzeit kam es auf dem Berghof am Obersalzberg zum letzten persönlichen Treffen von Riefenstahl und Hitler. Im Juli 1944 starb Riefenstahls Vater Alfred an einem Herzleiden, wenige Tage später fiel ihr Bruder Heinz, dessen UK-Stellung Anfang 1943 aufgehoben worden war, an der Ostfront.
Nach dem Kriegsende im Mai 1945 gelangte das ungeschnittene Tiefland-Filmmaterial in die Hände der französischen Besatzungsmacht, die es bis 1953 unter Verschluss hielt. Riefenstahl konnte Tiefland erst Ende 1953 fertigstellen, seine Uraufführung folgte am 11. Februar 1954 in Stuttgart.
1949 prozessierte Riefenstahl gegen die Münchener „Revue“ wegen der Behauptung, die Zigeuner-Komparsen nicht entlohnt und von ihrer Deportation ins „Zigeunerlager Auschwitz“ gewusst zu haben. Der Prozess endete zu ihren Gunsten. In den 1980er Jahren griff die Freiburger Filmemacherin Nina Gladitz die Vorwürfe in ihrem Dokumentarfilm Zeit des Schweigens und der Dunkelheit erneut auf. Riefenstahl sah sich durch den Film in ihrer Ehre verletzt und zog gegen Gladitz vor Gericht. In der zweiten und letzten Instanz entschied das Oberlandesgericht Karlsruhe, dass der Dokumentarfilm weiterhin die Aussage treffen dürfe, dass Riefenstahl die Sinti und Roma zwangsverpflichtet und nicht entlohnt habe. Herausschneiden musste Gladitz hingegen die Behauptung, Riefenstahl habe von der geplanten Deportation und Ermordung ihrer Komparsen gewusst. Als die Riefenstahl-Film GmbH am 6. April 1943 die für Juden und „Zigeuner“ fällige Sonderausgleichsabgabe für 68 Berliner Sinti zahlte, waren diese schon seit März ins „Zigeunerlager Auschwitz“ deportiert.
In einem Interview mit der Frankfurter Rundschau am 27. April 2002 behauptete Riefenstahl: „Wir haben alle Zigeuner, die in Tiefland mitgewirkt haben, nach Kriegsende wiedergesehen. Keinem einzigen ist etwas passiert.“ Nachdem der Verein Rom e. V. Strafantrag gestellt hatte, kam es zu einem staatsanwaltlichen Ermittlungsverfahren gegen Riefenstahl wegen Verunglimpfung des Andenkens Verstorbener, das jedoch aufgrund mangelnden öffentlichen Interesses eingestellt wurde. Die Filmemacherin hatte sich zuvor in einer Unterlassungserklärung verpflichtet, derartige Behauptungen nicht länger aufzustellen, und in einer öffentlichen Stellungnahme ihr Bedauern über die Verfolgung und das in den Konzentrationslagern erlittene Leid der Sinti und Roma geäußert.

### Nachkriegszeit
Kurz vor dem Ende des Zweiten Weltkriegs in Europa wurde Riefenstahl in ihrem Haus bei Kitzbühel im April 1945 verhaftet und in das Gefangenenlager der 7. US-Armee nach Dachau gebracht, wo sie mehrfach zu ihrer Rolle im Dritten Reich verhört und mit Bildern aus den Konzentrationslagern konfrontiert wurde. Am 3. Juni 1945 wurde sie aus der Haft entlassen und kehrte in das inzwischen von den Franzosen besetzte Kitzbühel zurück. Ein knappes Jahr später, am 15. April 1946, wurden Riefenstahl, ihr Ehemann und ihre Mutter aus Österreich ausgewiesen, woraufhin sie sich in Königsfeld im Schwarzwald niederließen. Im Mai 1947 wurde Riefenstahl von der französischen Besatzungsmacht wegen angeblicher Depressionen in eine psychiatrische Anstalt in Freiburg eingewiesen, in der sie nach eigener Aussage mehrere Monate lang mit Elektroschocks behandelt wurde. Im Sommer 1947 wurde ihre Ehe mit Peter Jacob geschieden.
Nach ihrer Entlassung aus der Anstalt zog Riefenstahl mit ihrer Mutter nach München-Schwabing. In den Jahren 1948 bis 1952 wurde sie in vier Spruchkammerverfahren entnazifiziert. In den ersten beiden Verfahren in Villingen im November 1948 und Juli 1949 in Freiburg wurde sie als „nicht betroffen“ eingestuft. Im dritten Spruchkammerverfahren wiederum in Freiburg wurde sie am 16. Dezember 1949 zur „Mitläuferin“ des Naziregimes erklärt. Diese Einstufung, mit der außer dem Verlust des passiven Wahlrechts keine Sanktionen verbunden waren, wurde mit dem Beschluss der Berliner Spruchkammer vom 21. April 1952 endgültig bestätigt. Obwohl ihr kein Berufsverbot erteilt wurde, konnte Riefenstahl nach 1945 – abgesehen von der Fertigstellung des Films Tiefland – kein weiteres Filmprojekt realisieren. Ihre Beteiligung an der nationalsozialistischen Propaganda und ihre Nähe zu Hitler blieben als Makel an ihr haften, weshalb sich viele Investoren im deutschen Nachkriegsfilmgeschäft von ihr distanzierten. Harry R. Sokal, der zwischen 1923 und 1932 viele ihrer Projekte unterstützt hatte und der auch nach 1945 den Kontakt zu ihr hielt, verfügte nach dem Krieg nicht mehr über die nötigen finanziellen Mittel. So blieben die von ihr geschriebenen Drehbücher Der Tänzer von Florenz, Ewige Gipfel und Die roten Teufel unverfilmt und auch für den Streifen Friedrich der Große und Voltaire, bei dem Jean Cocteau unter ihrer Regie eine Doppelrolle spielen wollte, fand sich kein Produzent. Sie selber habe auch in einer Zeit, welche ihre Ideale nicht mehr kenne, jene gar „gemordet“ seien, keinen Antrieb mehr, etwas zu sagen, schrieb sie in einem privaten Brief 1948.
Inspiriert von Ernest Hemingways Jagdgeschichte Die grünen Hügel Afrikas reiste Riefenstahl Mitte der 1950er Jahre nach Kenia und in den Sudan. Dort wollte sie unter dem Titel Die schwarze Fracht einen Film über den modernen Sklavenhandel zwischen Ostafrika und den südarabischen Ländern drehen. Eigens dazu gründete sie im Juli 1956 mit Walter Traut die Stern-Film GmbH und begab sich im Norden Kenias auf die Suche nach geeigneten Drehorten und Darstellern. Ihre Reisen brauchten das ihr zur Verfügung stehende Budget jedoch schon nach kurzer Zeit auf, weshalb auch dieses Filmvorhaben scheiterte. Zwei weitere Afrika-Projekte, der Film Afrikanische Symphonie und die Dokumentation Der Nil, ließen sich ebenfalls aus finanziellen Gründen nicht umsetzen.

### Fotografien
Ein Bild des britischen Fotografen George Rodger, das in einer Ausgabe des Sterns abgedruckt war und zwei muskulöse, mit weißer Asche bestäubte Nuba-Ringkämpfer zeigte, weckte Riefenstahls Interesse an der sudanesischen Volksgruppe. 1962 begab sie sich auf eine Expedition in den Sudan, wo sie auf die Masakin-Qisar, einen der etwa 100 Nuba-Stämme, traf. Sie blieb bis August 1963 bei dem Stamm und belichtete mehr als 200 Farbfilme. Fortan besuchte sie die Nuba alle zwei Jahre, studierte ihre Lebensweise und erlernte nach eigenen Angaben ihre Sprache, letzteres ist allerdings unbelegt. Begleitet wurde die erste Expedition von einem Mitarbeiter der Firma ARRI München, welche auch alles finanzierte, da Leni Riefenstahl bis zu diesem Zeitpunkt mittellos bei ihrer Mutter lebte. Spätere Expeditionen fanden in Begleitung ihres Lebensgefährten Horst Kettner statt, der ihr assistierte und den sie zum Kameramann ausbildete.
Die ersten Nuba-Fotos Riefenstahls wurden 1964 in der Illustrierten Kristall veröffentlicht. Es folgten eine Fotoserie mit dem Titel African Kingdom im Time Life Verlag sowie Fotostrecken in der französischen Paris Match, der italienischen Wochenzeitschrift L’Europeo und im US-amerikanischen Life Magazine. Im Dezember 1969 brachte der Stern die mit 20 Aufnahmen illustrierte Titelgeschichte Leni Riefenstahl fotografierte die Nuba – Bilder die noch keiner sah heraus.
Bei den Olympischen Spielen in München 1972 arbeitete sie als akkreditierte Fotografin für die Sunday Times. 1973 veröffentlichte sie ihren ersten Bildband mit dem Titel Die Nuba – Menschen wie vom anderen Stern, mit dem ihr der internationale Durchbruch als Fotografin gelang. Die darin enthaltenen Fotografien dokumentieren vor allem die alltäglichen Abläufe der Nuba wie die Ernte, Körperbemalungen und rituelle Kämpfe zwischen den Männern. Im selben Jahr wurde ihr für ihre Verdienste um den Sudan von Staatspräsident Dschafar an-Numairi ehrenhalber die sudanesische Staatsbürgerschaft verliehen. 1974 fotografierte Riefenstahl Mick und Bianca Jagger für eine Bildstrecke in der Sunday Times. Sieben Abzüge aus dieser Serie wurden von Riefenstahl signiert und im Jahr 2014 für 45.600 Euro bei einer Auktion in Wien versteigert. 1975 erschienen weitere ihrer Nuba-Bilder in der von Rolf Gillhausen konzipierten Fotostrecke Das Fest der Messer und der Liebe im Stern. Ein Jahr später brachte sie ihren zweiten erfolgreichen Bildband Die Nuba von Kau heraus, in dem sie den Schwerpunkt auf Porträtaufnahmen und Bilder von Zeremonien mit tanzenden Frauen legte. Für Die Nuba von Kau hatte Riefenstahl mit Teleobjektiven und großen Brennweiten fotografiert; damit erreichte sie einen verschwimmenden Hintergrund, während der Vordergrund umso deutlicher hervortritt. Mit Mein Afrika folgte 1982 ein dritter Bildband mit Riefenstahl-Fotografien des Schwarzen Kontinents.
Im Alter von 71 Jahren absolvierte Riefenstahl einen Tauchlehrgang in Kenia. Um zur Tauchscheinprüfung zugelassen zu werden, hatte sie sich als 20 Jahre jünger ausgegeben. Ihre Tauchausbildung ermöglichte es ihr, sich als Unterwasserfotografin zu betätigen und die Bildbände Korallengärten (1978) und Wunder unter Wasser (1990) zu veröffentlichen. Von 1979 an lebte Riefenstahl in einer selbst entworfenen Villa mit 1700 m² Grundstück in Pöcking am Starnberger See.

### Die letzten Jahre
Im Jahr 1987 veröffentlichte Riefenstahl ihre Memoiren, an denen sie bereits seit 1982 gearbeitet hatte. Sie wurden in mehrere Sprachen übersetzt und rangierten vor allem im Ausland auf den Bestseller-Listen. In den 1990ern wurden weltweit eine Reihe von Leni-Riefenstahl-Ausstellungen eröffnet, die sich mit der Künstlerin und ihrem Werk befassten. Den Anfang machte die von der japanischen Designerin Eiko Ishioka konzipierte Exposition Leni Riefenstahl – Life im Bunkamura Museum in Shibuya, Tokio, bei deren Eröffnungsfeier im Dezember 1991 Riefenstahl anwesend war.
1992 wirkte Riefenstahl an ihrer Filmbiografie Die Macht der Bilder des Regisseurs Ray Müller mit. Sie gab ihm ausführliche Interviews, besuchte die Drehorte ihrer Filme und gewährte Einblick in ihren Arbeitsalltag. Außerdem durfte Müller sie bei der Feier zu ihrem 90. Geburtstag und bei Fototerminen mit Siegfried und Roy in Las Vegas sowie mit Helmut Newton filmen. Die Macht der Bilder wurde 1993 veröffentlicht und mit dem Emmy ausgezeichnet. 1996 folgte durch Johann Kresnik am Kölner Schauspielhaus eine Übertragung ihrer Biografie auf die Bühne. Am 30. August 1997 wurde Riefenstahl von der Cineasten-Vereinigung Cinecon im kalifornischen Glendale mit einem Preis für ihr Lebenswerk ausgezeichnet, da sie alle Facetten des Filmemachens repräsentiere.
Anfang 2000 wurde bekannt, dass Jodie Foster beabsichtigte, das Leben der Regisseurin auf die Kinoleinwand zu bringen. Das Drehbuch hatte die Oscar-Preisträgerin bereits mit Riefenstahl besprochen, der Beginn der Dreharbeiten wurde jedoch wiederholt verschoben. 2011 erklärte Foster schließlich, dass sie den Plan aufgegeben habe. Auch Madonna hatte Interesse an der Verfilmung von Riefenstahls Memoiren gezeigt, dieses Vorhaben aber letztlich nicht umgesetzt.
Im Februar 2000 wurde Riefenstahl von Ray Müller in den Sudan begleitet, wo er sie für die 2003 erschienene Dokumentation Leni Riefenstahl: Ihr Traum von Afrika bei den Nuba filmte. Auf dem Rückflug nach Khartum im März 2000 stürzte sie mit einem Hubschrauber in der Nähe von al-Ubayyid ab und überlebte schwer verletzt. Im Oktober 2000 stellte Riefenstahl auf der Frankfurter Buchmesse das von Angelika Taschen herausgegebene Buch Leni Riefenstahl. Fünf Leben vor.
2002 ließ sie sich für die knapp einstündige ZDF-Arte-Dokumentation Die Maßlosigkeit, die in mir ist – Sandra Maischberger trifft Leni Riefenstahl erneut von einem Kamerateam begleiten und von Sandra Maischberger über ihr Leben und Werk interviewen. Im selben Jahr lichtete Helmut Newton die Filmemacherin für das Vanity-Fair-Magazin ab und es erschien ihr 41-minütiger Dokumentarfilm Impressionen unter Wasser. Der Film zeigt eine Auswahl an Unterwasseraufzeichnungen aus 25 Jahren, in denen Riefenstahl mit ihrem Kameramann und Lebensgefährten Horst Kettner insgesamt über 2000 Tauchgänge absolviert hatte. Die Dokumentation erschien fast 50 Jahre nach Tiefland und war ihr letztes Werk. Mit Impressionen unter Wasser verfolge sie, die Anfang der 1990er Jahre nach eigenen Angaben aktives Mitglied bei Greenpeace geworden war, das Ziel, „ins Bewusstsein zu rufen, was die Welt verliert, wenn nichts gegen die Zerstörung der Meere unternommen wird.“ Im August 2002 feierte Riefenstahl ihren 100. Geburtstag mit 160 Gästen in Feldafing; unter den Gästen waren Siegfried und Roy, Petra Schürmann, Uschi Glas, Heiko Reissig, Leo Kirch, Reinhold Messner, Hans-Wilhelm Müller-Wohlfahrt, Willy Bogner u. v. a.
Am späten Abend des 8. September 2003 starb Leni Riefenstahl kurz nach ihrem 101. Geburtstag in ihrem Haus in Pöcking.

### Grabstätte

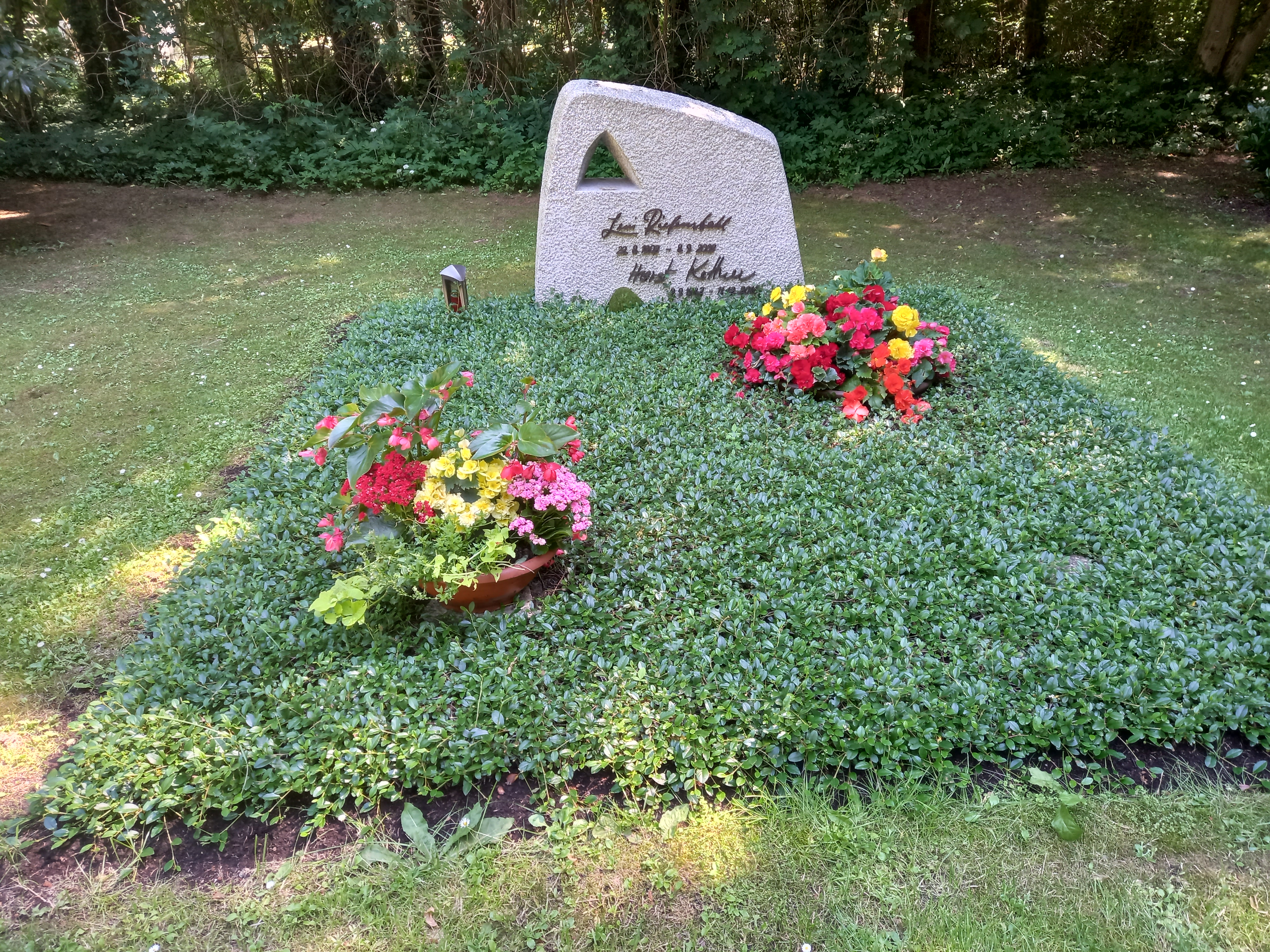
Grab von Leni Riefenstahl und Horst Kettner auf dem Münchner Waldfriedhof

Riefenstahls sterbliche Überreste wurden eingeäschert und die Urne am 12. September 2003 auf dem Münchner Waldfriedhof beigesetzt (Grabnr. 509-W-4a/b, Standort).

### Nachlass
Riefenstahls 700 Kartons umfassender Nachlass wurde vom 40 Jahre jüngeren Ehe- und Kameramann Horst Kettner (1942–2016) in ihrer gemeinsamen Villa („Haus unter den Eichen“) in der Gotenstraße 13 in Pöcking am Starnberger See aufbewahrt und ging nach dessen Tod 2016 an Riefenstahls frühere Sekretärin und Alleinerbin Gisela Jahn. Sie übergab 2018 den Nachlass an die Stiftung Preußischer Kulturbesitz in Berlin. „Der fotografische Bestand soll im Museum für Fotografie am Bahnhof Zoo untergebracht werden.“ Neben einem „bahnbrechenden ästhetischen Werk“ (übernimmt die Stiftung) „auch eine besondere Verantwortung für die kritische Auseinandersetzung“ (besonders im Kontext des Nationalsozialismus) erläuterte Hermann Parzinger, Präsident der Stiftung, anlässlich der Übereignung.
Material aus dem Nachlass wurde erstmals in dem Dokumentarfilm Riefenstahl aus dem Jahre 2024 sowie im ein Jahr später erschienenen Buch Close-up Leni Riefenstahl berücksichtigt.

## Wirkung und Rezeption

### Filmische Ausdrucksmittel und Techniken
Riefenstahl legte bei ihren Filmen großen Wert auf ästhetische, harmonische Aufnahmen und Symbolik. Durch den Einfluss ihres Bergfilm-Mentors Arnold Fanck hatte sie ein Gespür für die Wirkung von Landschaften und Architektur entwickelt und so wählte sie für die märchenhafte Handlung ihres Regiedebüts Das blaue Licht die malerische Kulisse der Brenta im Trentino. Das Mystische der Erzählung unterstrich sie durch den Einsatz von Nebel, Licht und Schatten. Das blaue Licht, das in Vollmondnächten von einer Kristallgrotte ausgeht, symbolisiert die unerreichbaren Ideale des von Riefenstahl gespielten Bergmädchens Junta. Außerdem experimentierte sie mit Farbfiltern. Durch den Einsatz eines roten Filters gelang es ihr, den blauen Taghimmel auf den Aufnahmen fast schwarz erscheinen zu lassen, so dass sie auf Nachtdrehs mit Scheinwerfern verzichten konnte. Lange Szenen zerschnitt sie, damit die Handlung kurzweiliger wirkte – eine Technik, die sie ebenfalls bei Fanck gelernt hatte.
Der Triumph des Willens sollte interessanter als die statisch wirkende Wochenschau werden. Die Regisseurin positionierte ihre Kameramänner deshalb an mehreren Orten, damit sie Filmmaterial aus unterschiedlichen Blickwinkeln erhielt, was ihr einen dynamischeren Schnitt ermöglichte. Die Kameramänner filmten auf Rollschuhen und aus fahrenden Autos, platzierten die Kamera in einem Fahnenstangen-Fahrstuhl oder fuhren mit ihr auf Schienen. Die Übergänge der einzelnen Szenen gestaltete Riefenstahl durch die Abstimmung der Grautöne und einen gezielten Toneinsatz (akustische Klammer) möglichst fließend. Ihre Erfahrungen als Tänzerin ließ sie in die Rhythmik der Bilder und in die Choreografie der marschierenden Truppen einfließen. Durch den Schnitt setzte sie dramaturgische Höhepunkte und erzeugte starke Kontraste zwischen der gesichtslosen Menschenmasse und der Einzelperson Hitlers. Dieser wurde zum ersten Mal in Großaufnahme gezeigt und durch Kameraperspektiven wie die Untersicht überhöht inszeniert. Da sie auf eine Kommentierung des Films verzichtete, ließ sie Bilder, Gesänge, Hakenkreuzfahnen und andere Symbole sprechen.
Olympia ist insbesondere im Vorspann von der griechischen Antike inspiriert. Diese Aufnahmen entstanden weitestgehend unter Willy Zielke, der dafür das Drehbuch schrieb und die neuen Aufnahmewinkel sowie Lichttechniken entwickelte. Die Athleten werden wie antike Skulpturen und heroische Archetypen inszeniert, indem die Kameras in Zeitlupe über die halbnackten, gestählten Körper und ihre Bewegungen fahren. Um den Sportlern möglichst nahe kommen zu können, entwickelte das Team viele neue Aufnahmetechniken. Es wurden Gruben ausgehoben, aus denen die Kameraleute die Stabhochspringer vor freiem Himmel filmen konnten. Um die Sprints der Läufer aufzunehmen, entwarf die Crew eine Katapultkamera, die mit den Athleten mitgehen konnte. Des Weiteren kamen Ballon-, Unterwasser- und Schienenkameras zum Einsatz. Die Kameramänner verwendeten erstmals Teleobjektive mit einer Brennweite von 600 mm, um auch von weit entfernten Sportlern Nahaufnahmen anfertigen zu können.
In beiden Olympia-Teilen wechselt die Kameraführung zwischen reportagenhaftem Panorama, Schwenk, Passagen aus der Untersicht, in Zeitlupe, mit subjektiver Kamera und Parallelfahrten. Die Montage legt Schwerpunkte auf symbolische Überhöhung durch optische Überblendungen, auf emotionalisierende Musik oder auf die Spannung zwischen sportlichem Wettkampf und Publikumsanfeuerung. Ein weiteres Gestaltungsmerkmal ist der Wechsel zwischen rein musikalisch illustrierten Passagen und Teilen, die durch Sprecher und Publikumsreaktionen scheinbar authentisch kommentiert wirken. Sequenzen, die nicht im Wettkampf eingefangen werden konnten, ließ Riefenstahl während des Trainings vordrehen. Dieses Material schnitt sie anschließend in die echten Wettkampfaufnahmen hinein, wodurch dramatische Szenen auf Spielfilmniveau entstanden. Um den Marathonlauf nicht monoton erscheinen zu lassen, griff sie ebenfalls zu Elementen des Spielfilms. Die Aufnahmen zeigen die erschöpften Läufer, gleichzeitig vermittelt die eingespielte, antreibende Musik jedoch ihren ungebrochenen Willen, das Ziel zu erreichen. Für die damalige Zeit war auch neu, dass Riefenstahl die Turmsprungszenen in unterschiedlicher Schnelligkeit und teilweise rückwärts ablaufen ließ.

### Rezeption des Werks und sein Einfluss auf die Popkultur
Für viele Filmkenner sind die Reichsparteitagstrilogie und Olympia keine reinen Dokumentationen, sondern Propagandafilme und künstlerische Inszenierungen eines Führer- beziehungsweise Körperkults. Die US-amerikanische Autorin Susan Sontag schrieb in ihrem 1975 erschienenen Essay Faszinierender Faschismus: „Will man noch einen Unterschied machen zwischen Dokumentarfilm und Propaganda, dann ist jeder, der die Filme der Riefenstahl als Dokumentarfilme verteidigt, naiv. In Triumph des Willens ist das Dokument (das Bild) nicht nur die Aufzeichnung der Realität; die ‚Realität‘ wurde konstruiert um dem Bild zu dienen.“ Jürgen Trimborn meint in seiner Riefenstahl-Biografie: „Keine Dokumentation über den Nationalsozialismus kommt heute ohne die Bilder aus Triumph des Willens aus, kein anderer Film hat unsere visuelle Vorstellung, was Nationalsozialismus war, so tief geprägt wie er.“ Differenzierter sieht es Martin Loiperdinger: „[Triumph des Willens stellt] eine einzigartige zeitgeschichtliche Quelle dar, jedoch nicht einfach für den Nationalsozialismus, wie er wirklich gewesen ist, sondern als Dokument dafür, wie sich der Nationalsozialismus selbst gern gesehen hat.“
Während Der Sieg des Glaubens aufgrund von einigen verwackelten und unscharfen Bildern sowie unfreiwillig komischen Szenen als ästhetisch unvollkommen betrachtet wird, gilt Triumph des Willens als perfektionistisches Meisterwerk und einer der besten Propagandafilme, der je gedreht wurde. Zu den Markenzeichen der Parteitagsfilme werden insbesondere die bildliche Überhöhung Hitlers und die anmutig wirkende Massenchoreografie gezählt. Olympia wurde im Jahr 1956 – trotz des US-amerikanischen Boykotts Ende der 1930er Jahre – von einer Hollywood-Jury zu einem der „zehn besten Filme aller Zeiten“ gekürt. Charakteristisch für ihn seien die idealisierte Darstellung von Kraft, Eleganz und Macht anhand muskulöser, makelloser Körper. Riefenstahl habe die faschistische Ästhetik zwar nicht erfunden, sie jedoch auf geniale Weise ins Medium Film übertragen. Nachdem Riefenstahls Nuba-Bilder veröffentlicht worden waren, warf ihr Sontag vor, mit den Fotografien im Einklang mit der Nazi-Ideologie physische Stärke und Mut zu glorifizieren und nahtlos an ihre propagandistischen Filme aus der Zeit des Nationalsozialismus anzuknüpfen.
Obwohl ihre Werke umstritten sind, besteht unter Filmwissenschaftlern und -kritikern weitgehend Einigkeit, dass Riefenstahl mit ihrer für die damalige Zeit revolutionären, sehr dynamischen Schnitttechnik und der Verwendung ganz neuer Kameraperspektiven filmische Maßstäbe gesetzt hat. Ihre Filme, allen voran Triumph des Willens und Olympia, haben Generationen von Künstlern nach ihr beeinflusst. George Lucas griff beispielsweise eine Einstellung aus Triumph des Willens für die Schlussszene in Krieg der Sterne auf, Quentin Tarantino ließ sich während der Vorbereitungen für Inglourious Basterds von Riefenstahl inspirieren und Rammstein provozierte im Musik-Video zum Cover des Depeche-Mode-Lieds Stripped mit Filmmaterial aus Olympia. Auch auf Werbefilme und -kampagnen, Dokumentarfilme sowie Sportfotografien üben ihre Werke nachhaltigen Einfluss aus.

### Öffentliche Wahrnehmung der Person
Schon zu ihren Lebzeiten galt Leni Riefenstahl als Legende und auch nach ihrem Tod ist das öffentliche Interesse an ihrer Person ungebrochen. Sie wird in zahllosen wissenschaftlichen und nichtwissenschaftlichen Veröffentlichungen thematisiert, analysiert und rezensiert – und polarisiert dabei so stark wie kaum eine andere Persönlichkeit der Filmgeschichte. Die einen sehen in ihr Hitlers „Steigbügelhalterin“ und eine Propagandistin der nationalsozialistischen Ideologie und faschistischen Ästhetik, die anderen halten sie für eine begnadete Künstlerin, der es zum Verhängnis geworden sei, dass das NS-Regime ihre Werke zu Propagandazwecken missbraucht habe.
Ernst Oppler war auf Riefenstahl als Darstellerin des modernen Tanzes in den 1920er Jahren aufmerksam geworden und porträtierte sie. Weitere Maler in den 1920er Jahren waren Eugen Spiro, Leo von König und der eher traditionelle Maler Willy Jaeckel. Ein Foto von 1921 zeigt Oppler, von König sowie Elisabeth Griebe und Riefenstahl.
In den 1930er Jahren stieg Riefenstahl in der öffentlichen Wahrnehmung vom „Bergfilm-Starlet“ zur anerkannten und gefeierten „Reichsfilmregisseurin“ auf und wurde im In- und Ausland für Das blaue Licht, Triumph des Willens und Olympia mit Preisen ausgezeichnet. Nach den Novemberpogromen 1938 wurde Hitlers „Lady Friend“ in Großbritannien und den Vereinigten Staaten jedoch weitgehend boykottiert. Auch in Deutschland verkehrte sich das hohe öffentliche Ansehen Riefenstahls nach 1945 ins Gegenteil. Im Zusammenhang mit der Berichterstattung über die Entnazifizierungsverfahren, denen sich Riefenstahl von 1948 bis 1952 stellen musste, wurden ihre einst vorbehaltlos gefeierten Werke nun kritisch bewertet und eine rein künstlerische Motivation der Filmemacherin angezweifelt. Am 1. Mai 1949 wurde von der Illustrierten Revue erstmals über die Zwangsverpflichtung der später ermordeten Sinti-und-Roma-Komparsen für den Film Tiefland berichtet. Riefenstahl legte juristische Schritte gegen die Darstellung ein und erreichte unter anderem, dass der Verleger Helmut Kindler vom Amtsgericht München wegen übler Nachrede verurteilt wurde. Insgesamt führte Riefenstahl nach 1945 rund 50 Prozesse, in denen sie sich – meistens erfolgreich – gegen Verleumdungen und üble Nachreden zur Wehr setzte.
In den 1960er Jahren ging die Berichterstattung über Riefenstahl zurück, jedoch wurden ihre ersten Nuba-Fotografien im In- und Ausland veröffentlicht. Ab den 1970er Jahren setzte vor allem im Ausland die sogenannte „Riefenstahl Renaissance“ ein: Die Künstlerin und ihre Dokumentarfilme wurden wiederentdeckt und zunehmend unkritisch gewürdigt. Die britische Sunday Times beauftragte sie als Fotografin bei den Olympischen Sommerspielen 1972 in München und beim Telluride Film Festival 1974 wurde sie neben Gloria Swanson und Francis Ford Coppola mit der Silver Medallion für ihre Verdienste um die Filmkunst geehrt. Andere berühmte Künstler wie Mick Jagger, Andy Warhol, George Lucas, Quentin Tarantino, Jodie Foster, Madonna oder Siegfried und Roy äußerten ihre Bewunderung und förderten damit die Rehabilitierung Riefenstahls. Jedoch gab es auch weiterhin kritische Stimmen und vereinzelte Proteste, wenn öffentliche Auftritte Riefenstahls angekündigt wurden. Für Schlagzeilen sorgte ihr Auftritt in einer von Hansjürgen Rosenbauer moderierten Folge der Talkshow Je später der Abend am 30. Oktober 1976. Nachdem sie auf ihre Karriere im Dritten Reich angesprochen worden war, lieferte sie sich während der Live-Sendung eine heftige Auseinandersetzung mit den beiden anderen Talkgästen Knut Kiesewetter und Elfriede Kretschmer.
Als Riefenstahl 1987 ihre Memoiren veröffentlichte, waren die Reaktionen erneut geteilt. Während die New York Times das über 900 Seiten lange Werk, obwohl sie ihr Werk in den Dienst der Nazis gestellt habe, als „fesselnd“ bezeichnete und unter die 100 „bemerkenswerten“ Bücher des Jahres 1993 wählte, beanstandeten andere ihre fehlende Selbstreflexion und die mangelnde kritische Auseinandersetzung mit der Vergangenheit. Die Psychoanalytikerin und Autorin Margarete Mitscherlich bezeichnete Riefenstahl 1994 als „Superverleugnerin“. Zu ihrem 100. Geburtstag am 22. August 2002 sowie anlässlich ihres Todes am 8. September 2003 veröffentlichten zahlreiche Medien Retrospektiven auf ihr Leben und Werk. In ihrem Nachruf fasste die britische Times die Rezeption der Künstlerin zusammen: „Leni Riefenstahl war die einzige Frau, die als Filmemacherin uneingeschränkt Anerkennung fand. Aber damit hört die einhellige Zustimmung auch schon auf. Sie wurde als Bösewicht, Heldin, Lügnerin, Betrügerin, Rassistin, Opfer einer patriarchischen Gesellschaft und vorbildliche Künstlerin um der Kunst willen porträtiert. Vielleicht hat der Filmhistoriker Liam O’Leary die Widersprüche am besten auf den Punkt gebracht, als er sagte: ‚Sie war ein künstlerisches Genie und ein politischer Trottel‘.“ Andere zeichnen ein genau umgedrehtes Bild; nämlich das einer Frau, die politische Ränke- und Machtspiele sehr gut beherrschte und diese ganz gezielt benutzte, um sich mit der Arbeit Anderer (beispielsweise Willy Zielke) als die Künstlerin zu profilieren, die sie eben in der Größe nicht war.

### Riefenstahls Selbstverständnis
Riefenstahl selbst sah in der Reichsparteitagstrilogie und Olympia rein dokumentarische Werke und wies Vorwürfe nationalsozialistischer Propaganda der Öffentlichkeit bis zuletzt vehement zurück: „Triumph des Willens ist ein Dokumentarfilm von einem Parteitag, mehr nicht. Das hat nichts zu tun mit Politik. Denn ich habe aufgenommen, was sich wirklich abgespielt hat und habe es insofern überhöht, als ich keinen Kommentar dazu gemacht habe. Ich habe versucht, die Atmosphäre, die da war, durch Bilder auszudrücken und nicht durch einen gesprochenen Kommentar. Und um das ohne Text verständlich zu machen, musste die Bildsprache sehr gut, sehr deutlich sein. Die Bilder mussten das sagen können, was man sonst spricht. Aber deswegen ist es doch keine Propaganda.“
In ihren Memoiren und diversen Interviews behauptete Riefenstahl außerdem, dass sie sich zunächst gesträubt habe, die Reichsparteitagstrilogie zu drehen. Sie habe keine Ahnung von ihrer Begabung als Dokumentarfilmerin gehabt und eigentlich nur als Schauspielerin arbeiten wollen. Hitler habe jedoch so lange auf sie eingewirkt, bis sie sich schließlich dazu bereit erklärt habe. Sie habe Hitler jedoch das Versprechen abgenommen, dass sie danach nie wieder einen Film für ihn oder die NSDAP drehen müsse.
Stets betonte Riefenstahl, dass sie sich nicht für Politik interessiert und sich keine Gedanken über die Wirkung ihrer Werke gemacht habe. In ihrem künstlerischen Wirken sei es ihr immer nur um Ästhetik, nicht um Ideologie gegangen. Gleichwohl war sie bereit, ihren Einfluss zugunsten von Parteiinteressen einzusetzen. So intervenierte sie 1936 bei Goebbels gegen die Ernennung des vom Deutschen Archäologischen Institut ausersehenen Kandidaten zum Leiter des Zweiginstituts in Athen und verschaffte die Stelle einem Bewerber, der Landesgruppenleiter der NSDAP/AO in Griechenland war. Auch soll sie 1934 gegenüber einem britischen Reporter ihre Begeisterung über Hitlers Buch Mein Kampf geäußert haben: „Das Buch machte auf mich einen enormen Eindruck“, bekannte sie. „Ich wurde ein überzeugter Nationalsozialist, nachdem ich die erste Seite gelesen hatte.“ Sie sei nur eine Mitläuferin des NSDAP-Regimes gewesen und habe erst nach dem Krieg von dessen Verbrechen erfahren. An den Chefredakteur der deutsch-jüdischen Exilzeitung Aufbau in New York, Manfred George, schrieb sie 1949: „Ich bin fast wahnsinnig darüber geworden, und ich fürchte, dass ich niemals mehr frei werden kann von dem Alpdruck dieses ungeheuren Leidens.“ In späteren Interviews beteuerte sie immer, die nationalsozialistischen Verbrechen zu verurteilen. Gleichzeitig wehrte sie sich gegen jeden Schuldvorwurf: „[…] wo liegt denn meine Schuld? Sagen Sie mir doch das. Ich habe keine Atombomben geworfen, ich habe niemanden verleugnet. Wo liegt denn meine Schuld?“

### Verhältnis zu Hitler

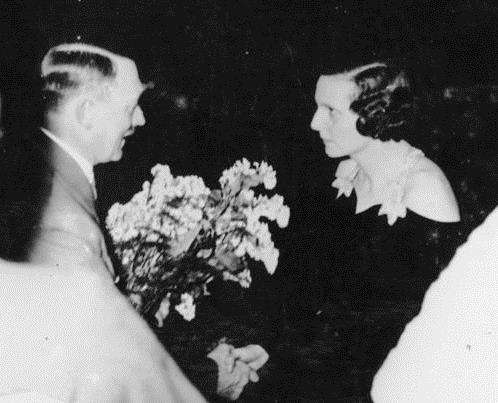
Adolf Hitler und Riefenstahl, 1934

Über das Verhältnis von Leni Riefenstahl zu Adolf Hitler wurde schon in den 1930er und 1940er Jahren viel spekuliert. Dabei wurde der Regisseurin mehrfach unterstellt, eine sexuelle Beziehung mit dem Reichskanzler unterhalten zu haben. Auch nach dem Suizid des Diktators wurde die Gerüchteküche immer wieder mit angeblichen Enthüllungen angeheizt. So sollte beispielsweise aus den vermeintlich echten Tagebuchaufzeichnungen von Eva Braun, die Riefenstahls ehemaliger Schauspielkollege Luis Trenker dem Boulevardblatt Wochenend zugespielt hatte, hervorgehen, dass die Regisseurin nackt vor Hitler getanzt habe. 1948 legten die Angehörigen Brauns und Riefenstahl rechtliche Schritte gegen den Verlag ein. Vor Gericht erwirkten sie eine einstweilige Verfügung, laut der die Aufzeichnungen eine völlig freie Darstellung aus der Feder eines noch unbekannten Autors im Tagebuch-Ich-Stil seien. Trenkers Erklärung, wie er zu den Aufzeichnungen gekommen sei, stellte sich als fadenscheinig heraus und später räumte er ein, dass er „nur einen Jux mitgemacht“ habe.
Riefenstahl selbst bestritt stets, dass zwischen ihr und Hitler mehr als eine rein freundschaftlich-berufliche Beziehung bestanden habe. Sie habe zwar gespürt, dass Hitler sie durchaus „als Frau begehrte“, aber zu Intimitäten sei es nie gekommen. Der bekanntgewordene Schriftwechsel, in dem sich die Regisseurin und der Reichskanzler siezen, ist herzlich und förmlich zugleich und unterstützt Riefenstahls Aussage. Auch der Pressechef der NSDAP, Otto Dietrich, sprach von einer über Jahre andauernden künstlerischen, kameradschaftlich-freundschaftlichen Verbundenheit der beiden. Riefenstahl erklärte ihre Freundschaft zu Hitler damit, dass sie zwischen dem Politiker und dem „Menschen Hitler“ differenziert habe. Sie leugnete nie, dass sie der Persönlichkeit des Diktators verfallen war. Sie habe an das Gute in ihm geglaubt und das Dämonische aus Verblendung zu spät erkannt.
Hitler seinerseits, der Frauen, die sich in politische und militärische Sachen einmischten, als „Greuel“ empfand, schätzte Riefenstahl für ihre Arbeit und sagte: „Vier Paradefrauen habe ich gehabt: Frau Troost, Frau Wagner, Frau Scholtz-Klink und Leni Riefenstahl.“ Als Grund für die Freundschaft der Filmemacherin und des Diktators nennen viele Autoren die charakterliche Ähnlichkeit der beiden. Riefenstahl und Hitler werden als sehr willensstarke, dominante, narzisstische und egozentrische Persönlichkeiten bezeichnet, deren Beziehung von der Identifikation mit dem jeweils anderen und der Stillung ihrer Sehnsüchte gekennzeichnet gewesen sei. Laut Margarete Mitscherlich entdeckte einer im anderen „sein seelisches Selbstbildnis, das sich mit den eigenen Phantasien über Vollkommenheit, Überlegenheit und Verführungskunst deckte.“

## Rezeption
In den drei Versionen des Musikvideos zu Peter Gabriels Antikriegs-Lied Games Without Frontiers von 1980 werden auch Szenen aus dem Propagandafilm Olympia von Leni Riefenstahl verwendet.
Die Band Rammstein verwendete Ausschnitte aus diesem Film für ihr Musikvideo zu dem Lied Stripped (1998).

## Filmografie
- 1925: Wege zu Kraft und Schönheit – Ein Film über moderne Körperkultur[152]
- 1926: Der heilige Berg[153]
- 1927: Der große Sprung[153]
- 1928: Das Schicksal derer von Habsburg[154]
- 1929: Die weiße Hölle vom Piz Palü[153]
- 1930: Stürme über dem Mont Blanc[153]
- 1931: Der weiße Rausch – neue Wunder des Schneeschuhs[153]
- 1932: Das blaue Licht[155]
- 1933: SOS Eisberg[153]
- 1933: Der Sieg des Glaubens (nationalsozialistischer Propagandafilm)[156]
- 1935: Triumph des Willens (nationalsozialistischer Propagandafilm)[156]
- 1935: Tag der Freiheit! – Unsere Wehrmacht (nationalsozialistischer Propagandafilm)[156]
- 1936/38: Olympia, 1. Teil: Fest der Völker (nationalsozialistischer Propagandafilm)[156]
- 1936/38: Olympia, 2. Teil: Fest der Schönheit (nationalsozialistischer Propagandafilm)[156]
- 1937: Wilde Wasser[157]
- 1939: Dokumentation des Überfalls auf Polen mit dem Sonderfilmtrupp Riefenstahl[158]
- 1940: Der Führer baut seine Hauptstadt. Nicht fertig gestellter nationalsozialistischer Propagandafilm zu den Welthauptstadt-Germania-Planungen[159]
- 1940/54: Tiefland[155]
- 1943: Josef Thorak, Werkstatt und Werk (Kurz-Dokumentarfilm)[157]
- 1943: Nationalsozialistischer Propagandafilm über die Sicherung und Erschließung des europäischen Kontinents durch den deutschen Geist (nur geplant, nicht fertiggestellt).[160]
- 1944: Arno Breker – Harte Zeit, starke Kunst (Kurz-Dokumentarfilm)[157]
- 2002: Impressionen unter Wasser (Dokumentarfilm)[161]

## Auszeichnungen und Ehrungen
- 1932: Silbermedaille bei den Internationalen Filmfestspielen von Venedig für Das blaue Licht
- 1934: National Board of Review – Auszeichnung von Das blaue Licht als einer der Top Foreign Films
- 1935: Auszeichnung für die beste ausländische Dokumentation bei den Internationalen Filmfestspielen von Venedig für Triumph des Willens
- 1937: Grand Prix für Triumph des Willens auf der Pariser Weltfachausstellung[35]
- 1938: Coppa Mussolini für den besten ausländischen Film bei den Internationalen Filmfestspielen von Venedig für Olympia
- 1938: Polar-Preis von Schweden für Olympia
- 1938: Ehrenpreis der Regierung von Griechenland für Olympia
- 1939: Olympische Goldmedaille des Internationalen Olympischen Komitees für Olympia[35]
- 1941: Japanischer Kinema-Jumpō-Preis für den besten fremdsprachigen Film für Olympia
- 1948: Olympisches Diplom[86]
- 1956: Olympia wird von einem Fachgremium in Hollywood unter die „zehn besten Filme aller Zeiten“ gewählt
- 1973: Verleihung der sudanesischen Staatsbürgerschaft für ihre Verdienste um den Sudan durch Staatspräsident Dschafar an-Numairi
- 1974: Auszeichnung mit der Telluride Film Festival Silver Medallion
- 1975: Goldmedaille des Art Directors Club für die „beste fotografische Leistung des Jahres“
- 1976: Ehrengast bei den Olympischen Sommerspielen in Montreal
- 1997: Preis für ihr Lebenswerk von der US-amerikanischen Cineasten-Vereinigung Cinecon[162]
- 2002: Ehrenmitgliedschaft der Internationalen Gesellschaft zur Förderung junger Bühnenkünstler „BühnenReif“ e. V. (ISSA)

## Publikationen
- Kampf in Schnee und Eis. Hesse & Becker, Leipzig 1933.
- Hinter den Kulissen des Reichsparteitags-Films. Eher, München 1935.
- Schönheit im olympischen Kampf. Deutscher Verlag (Ullstein), Berlin 1937.
- Die Nuba – Menschen wie von einem anderen Stern. List, München 1973.
- Die Nuba von Kau. List, München 1976, ISBN 3-471-78521-3.
- Die Nuba. Komet, Köln 2006, ISBN 3-933366-41-0 (Lizenzausgabe mit Zusammenfassung der Bände Die Nuba [1973] und Die Nuba von Kau [1976] in einer Ausgabe).
- Korallengärten. List, München 1978, ISBN 3-471-78527-2.
- Mein Afrika. List, München 1982, ISBN 3-471-78531-0.
- Memoiren. Knaus, München; Hamburg 1987, ISBN 3-8135-0154-X.
- Wunder unter Wasser. Herbig, München 1990, ISBN 3-7766-1651-2.

Artikel
- Die Welt im Blauen Licht. In: Geo-Magazin. Hamburg 1980, 4, S. 106–124. Fotos von ihren Tauchausflügen, Text von Hans Hass. ISSN 0342-8311